# Seznam dílů seriálu Spongebob v kalhotách
Toto je Seznam dílů seriálu Spongebob v kalhotách. Americký animovaný dětský televizní seriál Spongebob v kalhotách má doposud v Americe 281 odvysílaných epizod ve 13 řadách. Společnost Nickelodeon jej vysílá nepřetržitě od května 1999. První odvysílaná epizoda seriálu Spongebob v kalhotách se uskutečnila 1. května 1999. Seriál v českém znění premiérově uváděla TV Nova, ale s příchodem sesterské stanice se díly opakovaně odvysílávají na Smíchově (nyní Nova Fun), Paramount Network na Nova Gold. Od začátku roku 2010 se díly vysílají i na českém Nickelodeonu a také na českém Nicktoons. V jedné epizodě jsou jeden, dva nebo tři díly. (Jeden díl trvá 10–12 minut kromě 14 dílů, které mají 2–8 minut a jedna epizoda, která má 20–23 minut.) Od čtvrté řady se některé epizody vysílaly zvlášť. Vzniklo také několik speciálních epizod, a také vznikl díl Zavřeni v mrazáku, který měl 58 minut (česká verze 43 minut). V roce 2018 začala televize TV Nova znovu vysílat epizody Spongeboba v kalhotách, konkrétně 9. řadu. Nové díly se vysílají na Českém Nickelodeonu.

## Přehled řad
| Řada | Díly | Premiéra v USA     | Premiéra v USA     | Premiéra v ČR      | Premiéra v ČR      |
| Řada | Díly | První díl          | Poslední díl       | První díl          | Poslední díl       |
| ---- | ---- | ------------------ | ------------------ | ------------------ | ------------------ |
| 1    | 20   | 1. května 1999     | 3. března 2001     | 21. června 2009    | 29. srpna 2009     |
| 2    | 20   | 20. října 2000     | 26. července 2003  | 30. srpna 2009     | 2009               |
| 3    | 20   | 5. října 2001      | 11. října 2004     | 2009               | 2009               |
| Film | Film | 19. listopadu 2004 | 19. listopadu 2004 | 17. března 2005    | 17. března 2005    |
| 4    | 20   | 6. května 2005     | 24. července 2007  | 2009               | 2009               |
| 5    | 20   | 19. února 2007     | 19. července 2009  | 2009               | 2009               |
| 6    | 26   | 3. března 2008     | 5. července 2010   | 2010               | 5. února 2018      |
| 7    | 26   | 19. července 2009  | 11. června 2011    | 2011               | 2011               |
| 8    | 26   | 26. března 2011    | 6. prosince 2012   | 2012               | prosinec 2012      |
| 9    | 26   | 21. července 2012  | 20. února 2017     | 2015               | 12. ledna 2017     |
| Film | Film | 6. února 2015      | 6. února 2015      | 19. února 2015     | 19. února 2015     |
| 10   | 11   | 15. října 2016     | 2. prosince 2017   | 28. dubna 2017     | 21. prosince 2017  |
| 11   | 26   | 24. června 2017    | 25. listopadu 2018 | 18. října 2017     | 18. března 2019    |
| 12   | 26   | 11. listopadu 2018 | 29. dubna 2022     | 19. března 2019    | 14. listopadu 2022 |
| Film | Film | 4. března 2021     | 4. března 2021     | 5. listopadu 2020  | 5. listopadu 2020  |
| 13   | 26   | 22. října 2020     | 1. listopadu 2023  | 17. listopadu 2021 | 1. prosince 2023   |
| 14   | 13   | 2. listopadu 2023  | 2. prosince 2024   | 29. dubna 2024     | 2. prosince 2024   |
| 15   | 20   | 24. července 2024  | bude oznámeno      | 20. listopadu 2024 | bude oznámeno      |

## Seznam dílů Spongebob v kalhotách

### První řada (1999–2001)
| Č. v seriálu | Č. v řadě | Původní název                                      | Český název                                  | Režie animace                                                   | Scénář                                                                                            | Storyboard                                                                                                   | Premiéra v USA               | Premiéra v ČR                         | Prod. kód                |
| --- | --------- | -------------------------------------------------- | -------------------------------------------- | --------------------------------------------------------------- | ------------------------------------------------------------------------------------------------- | --- | ---------------------------- | ------------------------------------- | ------------------------ |
| 1 | 1         | Help WantedReef BlowerTea at the Treedome          | Hledá se kuchařOdklízení pískuČaj s veverkou | Alan SmartFred Miller a Tom YasumiEdgar Larrazabal a Tom Yasumi | Stephen Hillenburg, Derek Drymon a Tim HillPeter Burns, Mr. Lawrence a Paul Tibbitt               | Derek Drymon a Stephen Hillenburg (režie)Jay Lender a Paul Tibbitt (režie)Mark O'Hare a Paul Tibbitt (režie) | 1. května 1999               | 2000 (TV 3) 21. června 2009 (TV Nova) | 2515−1272515−1262515−101 |
| SpongeBob hledá práci v Křupavém Krabovi, nemá to ale snadné. / SpongeBob se snaží zbavit mušle, kterou má na zahradě a zkazí tím Sépiákovi den. / SpongeBob se spřátelí s Veverkou Sandy a zjišťuje, co je to vzduch.                                                                   |           |                                                    |                                              |                                                                 |                                                                                                   | |                              |                                       |                          |
| 2 | 2         | BubblestandRipped Pants                            | Bubliny na prodejPrasklé kalhoty             | Tom YasumiEdgar Larrazabal                                      | Ennio Torresan, Erik Wiese, Stephen Hillenburg, Derek Drymon a Tim HillPaul Tibbitt a Peter Burns | Erik Wiese a Ennio Torresan (režie)Mark O'Hare a Paul Tibbitt (režie)                                        | 17. července 1999            | 2000 (TV 3) 27. června 2009           | 2515−1052515−106         |
| SpongeBob s Patrikem učí Sépiáka vyfukovat bubliny. / SpongeBob žárlí na Sandy s Larrym a tak se předvátí tím, že si praská schválně své kalhoty, aby si ho Sandy všímala. |           |                                                    |                                              |                                                                 |                                                                                                   | |                              |                                       |                          |
| 3 | 3         | JellyfishingPlankton!                              | Nejlepší denRecept na Krabí Hambáč           | Alan SmartEdgar Larrazabal                                      | Steve Fonti, Chris Mitchell, Peter Burns a Tim HillEnnio Torresan, Erik Wiese a Mr. Lawrence      | Chris Mitchell a Steve Fonti (režie)Erik Wiese a Ennio Torresan (režie)                                      | 31. července 1999            | 2000 (TV 3) 28. června 2009           | 2515−1032515−114         |
| SpongeBob s Patrikem chtějí oslavit Sépiákův návrat z nemocnice lovem medúz. / Plankton se snaží ukrást přes SpongeBoba tajný recept na Krabí hambáče. |           |                                                    |                                              |                                                                 |                                                                                                   | |                              |                                       |                          |
| 4 | 4         | Naughty Nautical NeighborsBoating School           | To jsou ale sousedi!Řidičský test            | Fred MillerTom Yasumi                                           | Sherm Cohen, Aaron Springer a Mr. LawrenceEnnio Torresan Jr., Erik Wiese a Mr. Lawrence           | Aaron Springer a Sherm Cohen (režie)Erik Wiese a Ennio Torresan Jr. (režie)                                  | 7. srpna 1999                | 2000 (TV 3) 4. července 2009          | 2515−1162515−104         |
| Sépiák znepřátelí SpongeBoba s Patrikem,ovšem pak začnou otravovat Sépiáka, a tak se snaží je opět spřátelit. / Patrik pomáhá získat SpongeBobovi řidičský průkaz. |           |                                                    |                                              |                                                                 |                                                                                                   | |                              |                                       |                          |
| 5 | 5         | Pizza DeliveryHome Sweet Pineapple                 | Doručíme pizzuAnanase, sladký ananase        | Sean DempseyTom Yasumi                                          | Sherm Cohen, Aaron Springer a Peter BurnsEnnio Torresan Jr., Erik Wiese a Mr. Lawrence            | Aaron Springer a Sherm Cohen (režie)Erik Wiese a Ennio Torresan Jr. (režie)                                  | 14. srpna 1999               | 2000 (TV 3) 5. července 2009          | 2515−1072515−124         |
| SpongeBob se Sépiákem se ztratí při doručení Krabí pizzy. / SpongeBob přijde o svůj dům, tak mu Patrik pomáhá získat nový. |           |                                                    |                                              |                                                                 |                                                                                                   | |                              |                                       |                          |
| 6 | 6         | Mermaid Man and Barnacle BoyPickles                | Hrdinové v důchoduSprávný postup             | Sean DempseyTom Yasumi                                          | Paul Tibbitt, Mark O'Hare a Mr. LawrenceSteve Fonti, Chris Mitchell a Peter Burns                 | Mark O'Hare a Paul Tibbitt (režie)Chris Mitchell, Jay Lender a Steve Fonti (režie)                           | 21. srpna 1999               | 2000 (TV 3) 11. července 2009         | 2515−1192515−111         |
| SpongeBob s Patrikem chtějí dostat svoje oblíbené superhrdiny Supermořce a Ploutvokluka z důchodu. / SpongeBob zapomene správný postup na přípravu Krabího hambáče. |           |                                                    |                                              |                                                                 |                                                                                                   | |                              |                                       |                          |
| 7 | 7         | Hall MonitorJellyfish Jam                          | HlídkaVečírek s medůzami                     | Edgar LarrazabalFred Miller                                     | Chuck Klein, Jay Lender a Mr. LawrenceEnnio Torresan, Jr., Erik Wiese a Peter Burns               | Jay Lender a Chuck Klein (režie)Erik Wiese a Ennio Torresan, Jr. (režie)                                     | 28. srpna 1999               | 2000 (TV 3) 12. července 2009         | 2515−1082515−118         |
| SpongeBob s Patrikem chrání Zátiší Bikin až nakonec dělají přesný opak. / SpongeBob si při lovu medúz jednu z nich ochočí, ale vymkne se mu to z rukou. |           |                                                    |                                              |                                                                 |                                                                                                   | |                              |                                       |                          |
| 8 | 8         | Sandy's RocketSqueaky Boots                        | Výlet na měsícBoty pro šéfkuchaře            | Tom YasumiFred Miller                                           | Sherm Cohen, Aaron Springer a Peter BurnsSteve Fonti, Chris Mitchell a Mr. Lawrence               | Aaron Springer a Sherm Cohen (režie)Chris Mitchell a Steve Fonti (režie)                                     | 17. září 1999                | 2000 (TV 3) 18. července 2009         | 2515−1102515−102         |
| SpongeBob s Patrikem odlétají na Měsíc s raketou od Sandy a pochytají všechny obyvatele ze Zátiší Bikin s tím, že si mysleli že to jsou mimozemšťané. / Pan Krabs dá SpongeBobovi boty, které byly původně pro jeho dceru Perlu, ale za chvíli se ze zvuku z bot zblázní.                |           |                                                    |                                              |                                                                 |                                                                                                   | |                              |                                       |                          |
| 9 | 9         | Nature PantsOpposite Day                           | Návrat k příroděVšechno naopak               | Sean DempseyTom Yasumi                                          | Paul Tibbitt, Mark O'Hare a Peter BurnsChuck Klein, Jay Lender a Mr. Lawrence                     | Mark O'Hare a Paul Tibbitt (režie)Jay Lender a Chuck Klein (režie)                                           | 11. září 1999                | 2000 (TV 3) 19. července 2009         | 2515−1202515−112         |
| SpongeBob se začne chovat jako medúza, ale Patrik se ho snaží dostat zpátky do Zátiší Bikin. / Sépiák si pro SpongeBoba vymyslel den naopak aby neotravoval a mohl prodat svůj dům. |           |                                                    |                                              |                                                                 |                                                                                                   | |                              |                                       |                          |
| 10 | 10        | Culture ShockF.U.N.                                | Sraz talentůŽivot je zábava                  | Edgar LarrazabalFred Miller                                     | Paul Tibbitt, Mark O'Hare a Mr. LawrenceSherm Cohen, Aaron Springer a Peter Burns                 | Mark O'Hare a Paul Tibbitt (režie)Aaron Springer a Sherm Cohen (režie)                                       | 18. září 1999                | 2000 (TV 3) 25. července 2009         | 2515−1222515−121         |
| Pan Krabs vymyslí sraz talentů aby se mu vrátili zákazníci a Sépiák se snaží být nejlepším, ale SpongeBob je lepší. / SpongeBob se spřátelí s Planktonem, který toho využije k ukradení tajného receptu.                                                                                 |           |                                                    |                                              |                                                                 |                                                                                                   | |                              |                                       |                          |
| 11 | 11        | MuscleBob BuffPants Squidward the Unfriendly Ghost | Falešné svaly Zlý duch Sépiák                | Edgar LarrazabalFred Miller                                     | Ennio Torresan, Jr., Erik Wiese a Mr. LawrenceSherm Cohen, Aaron Springer a Peter Burns           | Erik Wiese a Ennio Torresan, Jr. (režie)Aaron Springer a Sherm Cohen (režie)                                 | 2. října 1999                | 2000 (TV 3) 26. července 2009         | 2515−1232515−115         |
| SpongeBob si koupí falešné svaly aby vypadal skvěle. / SpongeBob s Patrikem si myslí, že omylem zabili Sépiáka a že pravý Sépiák je duch Sépiáka. |           |                                                    |                                              |                                                                 |                                                                                                   | |                              |                                       |                          |
| 12 | 12        | The Chaperone Employee of the Month                | GardeZaměstnanec měsíce                      | Sean Dempsey                                                    | Sherm Cohen, Aaron Springer a Peter BurnsPaul Tibbitt a Mr. Lawrence                              | Aaron Springer a Sherm Cohen (režie)Mark O'Hare, Ennio Torresan Jr., Erik Wiese a Paul Tibbitt (režie)       | 8. března 2000               | 2000 (TV 3) 1. srpna 2009             | 2515−1132515−125         |
| Pan Krabs posílá SpongeBoba jako doprovod Perly na školní ples. / SpongeBob se Sépiákem se střetávají o to, aby byli zaměstnanci měsíce. |           |                                                    |                                              |                                                                 |                                                                                                   | |                              |                                       |                          |
| 13 | 13        | Scaredy Pants I Was a Teenage Gary                 | HalloweenPozor na hlemýždě                   | Sean DempseyEdgar Larrazabal                                    | Paul Tibbitt a Peter BurnsSteve Fonti, Chris Mitchell a Mr. Lawrence                              | Mark O'Hare a Paul Tibbitt (režie)Chris Mitchell a Steve Fonti (režie)                                       | 28. října 1999               | 2000 (TV 3) 2. srpna 2009             | 2515−1092515−117         |
| Patrik pomáhá SpongeBobovi, aby byl o Halloweenu taky strašidelný a převlékl se za Létajícího Holanďana a pokusí se za něj vyděsit Křupavý Krab. Tam však ale dorazí skutečný Létající Holanďan. / Sépiák má na hlídání Garyho, ale Sépiák ho nehlídá, a tak z toho vyšel velký problém. |           |                                                    |                                              |                                                                 |                                                                                                   | |                              |                                       |                          |
| 14 | 14        | SB-129Karate Choppers                              | Výlet do budoucnostiAť žije karate           | Tom Yasumi                                                      | Aaron Springer, Erik Wiese a Mr. LawrenceAaron Springer, Erik Wiese a Merriwether Williams        | Erik Wiese a Aaron Springer (režie)                                                                          | 31. prosince 1999            | 2000 (TV 3) 8. srpna 2009             | 2515−1292515−135         |
| Sépiák se schová do Křupavého Kraba do mrazáku před SpongeBobem a Patrikem kde umrzne a rozmrzne až za 2 000 let a pokusí se vrátit zpátky do minulosti. / SpongeBob a Sandy začínají až moc dělat karate, ale to se nelíbí panu Krabsovi, když to pak dělají i v Křupavém Krabovi.      |           |                                                    |                                              |                                                                 |                                                                                                   | |                              |                                       |                          |
| 15 | 15        | Sleepy TimeSuds                                    | Výlet do snůChřipka                          | Edgar Larrazabal                                                | Paul Tibbitt, Ennio Torresan Jr. a Mr. Lawrence                                                   | Paul Tibbitt (režie) a Ennio Torresan Jr. (režie)                                                            | 17. ledna 2000               | 2000 (TV 3) 9. srpna 2009             | 2515−1412515−132         |
| SpongeBob cestuje do snů svých přátel a omylem jim je kazí. / SpongeBob zapomene zavřít lednici a všechno u něho doma zmrzne a tím dostane chřipku. |           |                                                    |                                              |                                                                 |                                                                                                   | |                              |                                       |                          |
| 16 | 16        | Valentine's DayThe Paper                           | Veselý ValentýnVýměnný obchod                | Fred Miller                                                     | Chuck Klein, Jay Lender a Merriwether WilliamsChuck Klein, Jay Lender a Mr. Lawrence              | Jay Lender a Chuck Klein (režie)                                                                             | 14. února 2000               | 2000 (TV 3) 15. srpna 2009            | 2515−1282515−134         |
| Patrik o Valentýnu žárlí na SpongeBoba že všem dává dárky, ale on nic nedostal. / SpongeBob najde papír, který zahodil Sépiák a začne si s ním hrát a Sépiák ho chce získat zpět. |           |                                                    |                                              |                                                                 |                                                                                                   | |                              |                                       |                          |
| 17 | 17        | Arrgh!Rock Bottom                                  | Cesta za poklademČernočerné dno              | Sean DempseyTom Yasumi                                          | Sherm Cohen, Vincent Waller a Merriwether WilliamsPaul Tibbitt, Ennio Torresan a David Fain       | Vincent Waller a Sherm Cohen (režie)Paul Tibbitt (režie) a Ennio Torresan (režie)                            | 15. března 2000              | 2000 (TV 3) 16. srpna 2009            | 2515−1302515−138         |
| SpongeBob začne hrát deskovou hru s panem Krabsem, která se mu zalíbila a tak ji hraje se SpongeBobem a Patrikem i ve skutečnosti. / SpongeBob s Patrikem se ztratí ve městě Černočerné dno.                                                                                             |           |                                                    |                                              |                                                                 |                                                                                                   | |                              |                                       |                          |
| 18 | 18        | TexasWalking Small                                 | TexasNa velikosti záleží                     | Sean Dempsey                                                    | Sherm Cohen, Vincent Waller a David FainAaron Springer, Erik Wiese a Mr. Lawrence                 | Vincent Waller a Sherm Cohen (režie)Erik Wiese a Aaron Springer (režie)                                      | 22. března 2000              | 2000 (TV 3) 22. srpna 2009            | 2515−1392515−133         |
| Sandy se stýská po rodné zemi - Texasu. / Plankton zneužil SpongeBoba, aby vyklidil Blátivou lagunu k výstavbě Mega Kyblíku. |           |                                                    |                                              |                                                                 |                                                                                                   | |                              |                                       |                          |
| 19 | 19        | Fools in AprilNeptune's Spatula                    | Není apríl, jako aprílNeptunova obracečka    | Fred Miller                                                     | Aaron Springer, Erik Wiese a Merriwether WilliamsChuck Klein, Jay Lender a David B. Fain          | Erik Wiese a Aaron Springer (režie)Jay Lender a Chuck Klein (režie)                                          | 1. dubna 2000                | 2000 (TV 3) 23. srpna 2009            | 2515−1402515−137         |
| SpongeBob si o aprílu dělá ze všech srandu, až si Sépiák udělá srandu z něj, což nebyla vůbec sranda. / SpongeBob vytáhne zlatou Neptunovu obracečku, a poté začne pro neptuna vařit. |           |                                                    |                                              |                                                                 |                                                                                                   | |                              |                                       |                          |
| 20 | 20        | HookyMermaid Man and Barnacle Boy II               | HáčkySupermořec a Ploutvokluk 2              | Edgar LarrazabalTom Yasumi                                      | Sherm Cohen, Vincent Waller a Merriwether WilliamsChuck Klein, Jay Lender a Mr. Lawrence          | Vincent Waller a Sherm Cohen (režie)Jay Lender a Chuck Klein (režie)                                         | 23. února 20013. března 2001 | 2002 (TV Galaxie) 29. srpna 2009      | 2515−1362515−131         |
| Do Zátiší Bikin připlují háčky, před kterými pan Krabs varoval SpongeBoba a Patrika, aby za nimi nechodili. Ti ho však neposlechnou. / SpongeBob si začne přivolávat Supermořce a Ploutvokluka když se mu zachce.                                                                        |           |                                                    |                                              |                                                                 |                                                                                                   | |                              |                                       |                          |

### Druhá řada (2000–2003)
| Č. v seriálu | Č. v řadě | Původní název                                     | Český název                                        | Premiéra v USA                     | Premiéra v ČR                 |
| --- | --------- | ------------------------------------------------- | -------------------------------------------------- | ---------------------------------- | ----------------------------- |
| 21 | 1         | Your Shoe's Untied / Squid's Day Off              | Zavazovaní tkaniček / Sépiák má volno              | 17. února 2001                     | 2001 (TV 3) 30. srpna 2009    |
| Spongebob se zapomene jak si zavazovat tkaničky. / Pan Krabs jde do nemocnice a dá velení Sépiákovi. |           |                                                   |                                                    |                                    |                               |
| 22 | 2         | Something Smells / Bossy Boots                    | Něco tady smrdí! / Velká šéfová                    | 20. října 2000                     | 2001 (TV 3) 2009              |
| Spongebob si udělá pohár zmrzliny z kterého smrdí. / Perla dostane o letních prázdninách velení v Křupavém Krabovi.                                                                                          |           |                                                   |                                                    |                                    |                               |
| 23 | 3         | Big Pink Loser / Bubble Buddy                     | Velký růžový trouba / Bublinový kamarád            | 3. února 2001                      | 2001 (TV 3) 2009              |
| Patrik závidí Spongebobovým trofejím a začne se chovat jako on aby taky dostal trofej. / Spongebob si udělá z bublin svého přítele.                                                                          |           |                                                   |                                                    |                                    |                               |
| 24 | 4         | Dying for Pie / Imitation Krabs                   | Smrtelný koláč / Krabí imitace                     | 27. ledna 2001                     | 2001 (TV 3) 2009              |
| Sépiák dá Spongebobovi koláč, který se později ukáže jako výbušný, tak se snaží aby si Spongebob užil poslední hodiny. / Plankton si udělá robotického pana Krabse aby získal tajný recept na Krabí Hambáče. |           |                                                   |                                                    |                                    |                               |
| 25 | 5         | Wormy / Patty Hype                                | Červík / Nová móda                                 | 24. února 2001                     | 2001 (TV 3) 2009              |
| Spongebob s Patrikem se starají o červíka Sandy. / Spongebob si dělá Kraso Hambáče. |           |                                                   |                                                    |                                    |                               |
| 26 | 6         | Grandma's Kisses / Squidville                     | Pusinky od babičky / Chapadlovice                  | 28. dubna 2001                     | 2001 (TV 3) 2009              |
| Spongebob se začne chovat jako dospělý aby nedostával od jeho babičky pusy. / Sépiák se odstěhuje do Chapadlovic a Spongebob s Patrikem se ho snaží dostat zpět.                                             |           |                                                   |                                                    |                                    |                               |
| 27 | 7         | Prehibernation Week / Life of Crime               | Týden před hybernací / Těžký život zlodějů         | 5. května 2001                     | 2001 (TV 3) 2009              |
| Spongebob se Sandy hrají extrémní hry než Sandy půjde hybernovat. / Spongebob s Patrikem si mysleli že ukradli balónek zadarmo.                                                                              |           |                                                   |                                                    |                                    |                               |
| 28 | 8         | Christmas Who?                                    | Vánoční speciál - První Vánoce                     | 6. prosince 2000                   | 24. prosince 2000 (TV 3) 2009 |
| Spongebob zjistí od Sandy co to jsou Vánoce a snaží se Vánoční tradice šířit do Zátiší Bikin. |           |                                                   |                                                    |                                    |                               |
| 29 | 9         | Survival of the Idiots / Dumped                   | Zimní spánek / Zrada                               | 17. března 2001 a 11. května 2001  | 2001 (TV 3) 2009              |
| Spongebob s Patrikem musí přes zimu přežít u Sandy. / Spongebob žárlí že Gary chce trávit čas s Patrikem. |           |                                                   |                                                    |                                    |                               |
| 30 | 10        | No Free Rides / I'm Your Biggest Fanatic          | Pirát silnic / Fanoušek až za hrob                 | 14. dubna 2001                     | 2001 (TV 3) 2009              |
| Paní Rybová dá řidičský průkaz Spongebobovi aby ho už nemusela učit. / Spongebob se snaží dostat Medúzo jezdců.                                                                                              |           |                                                   |                                                    |                                    |                               |
| 31 | 11        | Mermaid Man and Barnacle Boy III / Squirrel Jokes | Supermořec a Ploutvokluk 3 / Veverky jsou k smíchu | 14. září 2001                      | 2001 (TV Galaxie) 2009        |
| Spongebob s Patrikem omylem osvobodí Paprskouna. / Spongebob si vypráví veverčí vtipy, kterými uráží Sandy a baví ostatní.                                                                                   |           |                                                   |                                                    |                                    |                               |
| 32 | 12        | Pressure / The Smoking Peanut                     | Kdo je lepší? / Za všechno může burák              | 12. května 2001                    | 2001 (TV 3) 2009              |
| Spongebob, Patrik, Sépiák a pan Krabs soupeří se Sandy zda jsou lepší suchozemští nebo mořští tvorové. / Spongebob hodí burák na škebli čímž způsobí její velký záchvat.                                     |           |                                                   |                                                    |                                    |                               |
| 33 | 13        | Shanghaied / Gary Takes a Bath                    | Loď duchů / Koupání Garyho                         | 9. března 2001 a 26. července 2003 | 2001 (TV 3) 2009              |
| Spongebob, Patrik a Sépiák jsou součástí posádky Létajícího Holanďana. / Spongebob se pokouší vykoupat Garyho.                                                                                               |           |                                                   |                                                    |                                    |                               |
| 34 | 14        | Welcome to the Chum Bucket / Frankendoodle        | Vítej u Kamarádského kyblíku / Špatná kopie        | 21. ledna 2002                     | 2002 (TV Galaxie) 2009        |
| Pan Krabs prohraje Spongeboba a získá ho Plankton. / Spongebob si nakreslí svou kopii Maldu kouzelnou tužkou, který ji ukradne.                                                                              |           |                                                   |                                                    |                                    |                               |
| 35 | 15        | The Secret Box / Band Geeks                       | Krabice s tajemstvím / Sépiákova kapela            | 7. září 2001                       | 2001 (TV Galaxie) 2009        |
| Spongebob se snaží zjistit co má Patrik ve své krabici s tajemstvím. / Sépiák si vytvoří svojí kapelu aby zapůsobil na svého rivala Chobokubu.                                                               |           |                                                   |                                                    |                                    |                               |
| 36 | 16        | Graveyard Shift / Krusty Love                     | Noční směna / Zamilovaný Krabs                     | 6. září 2002                       | 2001 (TV Galaxie) 2009        |
| Spongebob se Sépiákem mají ve Křupavém Krabovi noční směnu. / Pan Krabs se zamiluje do paní Rybové. |           |                                                   |                                                    |                                    |                               |
| 37 | 17        | Procrastination / I'm with Stupid                 | Zdržování / Kdo je tu hlupák?                      | 30. listopadu 2001                 | 2002 (TV Galaxie) 2009        |
| Spongebob se snaží napsat svojí esej do autoškoly. / Spongebob se chová hloupě aby Patrik vypadal před svými rodiči chytře.                                                                                  |           |                                                   |                                                    |                                    |                               |
| 38 | 18        | Sailor Mouth / Artist Unknown                     | Jazyk námořníků / Neznámý autor                    | 21. září 2001                      | 2001 (TV Galaxie) 2009        |
| Spongebob s Patrikem se naučí špatná slova. / Spongebob se připojí do Sépiákovi umělecké školy. |           |                                                   |                                                    |                                    |                               |
| 39 | 19        | Jellyfish Hunter / The Fry Cook Games             | Lovec medůz / Závody kuchařů                       | 28. září 2001                      | 2001 (TV Galaxie) 2009        |
| Pan Krabs posílá Spongeboba lovit medúzy aby je mohl využít do svých Krabích Hambáčů. / Spongebob s Patrikem soupeří kdo je lepší kuchař.                                                                    |           |                                                   |                                                    |                                    |                               |
| 40 | 20        | Squid on Strike / Sandy, SpongeBob, and the Worm  | Sépiák stávkuje / Boj s červem                     | 12. října 2001                     | 2001 (TV Galaxie) 2009        |
| Sépiák se Spongebobem stávkují. / Velký býčí červ ohrožuje Zátiší Bikin. |           |                                                   |                                                    |                                    |                               |

### Třetí řada (2001–2004)
| Č. v seriálu | Č. v řadě | Původní název                                        | Český název                                       | Premiéra v USA    | Premiéra v ČR |
| ------------ | --------- | ---------------------------------------------------- | ------------------------------------------------- | ----------------- | ------------- |
| 41           | 1         | The Algae's Always Greener / SpongeGuard on Duty     | Velká výměna / Spongebob plavčíkem                | 22. března 2002   | 2009          |
| 42           | 2         | Club SpongeBob / My Pretty Seahorse                  | Vítej do klubu / Krásný mořský koník              | 12. července 2002 | 2009          |
| 43           | 3         | Just One Bite / The Bully                            | Jednou si kousnout / Šikana                       | 5. října 2001     | 2009          |
| 44           | 4         | Nasty Patty / Idiot Box                              | Hnusný hambáč / Krabice pro hlupáky               | 1. března 2002    | 2009          |
| 45           | 5         | Mermaid Man and Barnacle Boy IV / Doing Time         | Supermořec a Ploutvokluk 4 / Sladké vězení        | 21. ledna 2002    | 2009          |
| 46           | 6         | Snowball Effect / One Krab's Trash                   | Zimní radovánky / Krabsovy poklady                | 22. února 2002    | 2009          |
| 47           | 7         | As Seen on TV / Can You Spare a Dime?                | Reklama / Chybějící desetník                      | 8. března 2002    | 2009          |
| 48           | 8         | No Weenies Allowed / Squilliam Returns               | Zákaz vstupu pro sraby / Luxusní restaurace       | 15. března 2002   | 2009          |
| 49           | 9         | Krab Borg / Rock-a-Bye Bivalve                       | Krabs je robot / Hra na rodinu                    | 29. března 2002   | 2009          |
| 50           | 10        | Wet Painters / Krusty Krab Training Video            | Malování / Manuál nového zaměstnance              | 10. května 2002   | 2009          |
| 51           | 11        | Party Pooper Pants                                   | Večírek - Večírek k pohledání                     | 17. května 2002   | 2009          |
| 52           | 12        | Chocolate with Nuts / Mermaid Man and Barnacle Boy V | Čokoláda s oříšky / Supermořec a Ploutvokluk 5    | 1. června 2002    | 2009          |
| 53           | 13        | New Student Starfish / Clams                         | Nový student / Lastury                            | 20. září 2002     | 2009          |
| 54           | 14        | Ugh                                                  | V pravěku - Uch                                   | 5. března 2004    | 2009          |
| 55           | 15        | The Great Snail Race / Mid-Life Crustacean           | Velké šnečí závody / Krize středního věku         | 24. ledna 2003    | 2009          |
| 56           | 16        | Born Again Krabs / I Had an Accident                 | Znovuzrozený Krabs / Měl jsem nehodu              | 4. října 2003     | 2009          |
| 57           | 17        | Krabby Land / The Camping Episode                    | Krabí svět dětí / Kempování                       | 3. dubna 2004     | 2009          |
| 58           | 18        | Missing Identity / Plankton's Army                   | Ukradená identita / Planktonova armáda            | 19. ledna 2004    | 2009          |
| 59           | 19        | The Sponge Who Could Fly                             | Ztracená epizoda - Mořská houba která uměla létat | 21. března 2003   | 2009          |
| 60           | 20        | SpongeBob Meets the Strangler / Pranks a Lot         | Spongebob a škrtič / Hloupé vtípky                | 11. října 2004    | 2009          |

### Spongebob v kalhotách: Film(2004)
| Původní název                   | Český název                 | Režie              | Scénář                                                                                  | Storyboard                                                                              | Premiéra v USA     | Premiéra v ČR   |
| ------------------------------- | --------------------------- | ------------------ | --------------------------------------------------------------------------------------- | --------------------------------------------------------------------------------------- | ------------------ | --------------- |
| The SpongeBob SquarePants Movie | Spongebob v kalhotách: Film | Stephen Hillenburg | Derek Drymon, Tim Hill, Stephen Hillenburg, Kent Osborne, Aaron Springer a Paul Tibbitt | Stephen Hillenburg, Derek Drymon, Tim Hill, Kent Osborne, Aaron Springer a Paul Tibbitt | 19. listopadu 2004 | 17. března 2005 |

### Čtvrtá řada (2005–2007)
| Č. v seriálu | Č. v řadě | Původní název                                                      | Český název                                         | Premiéra v USA                      | Premiéra v ČR |
| ------------ | --------- | ------------------------------------------------------------------ | --------------------------------------------------- | ----------------------------------- | ------------- |
| 61           | 1         | Fear of a Krabby Patty / Shell of a Man                            | Nonstop servis / Krunýř pro siláky                  | 6. května 2005                      | 2009          |
| 62           | 2         | The Lost Mattress / Krabs vs. Plankton                             | Stará matrace / Krabs u soudu                       | 13. května 2005                     | 2009          |
| 63           | 3         | Have You Seen This Snail?                                          | Speciální díl - Ztratil se Gery                     | 11. listopadu 2005                  | 2009          |
| 64           | 4         | Skill Crane / Good Neighbors                                       | Jeřáb na hračky / Dobří sousedé                     | 20. května 2005                     | 2009          |
| 65           | 5         | Selling Out / Funny Pants                                          | Pan Krabs jde do důchodu / Orgán smíchu             | 23. a 30. září 2005                 | 2009          |
| 66           | 6         | Dunces and Dragons                                                 | Středověk                                           | 20. února 2006                      | 2009          |
| 67           | 7         | Enemy In-Law / Mermaid Man and Barnacle Boy VI: The Motion Picture | Plankton se chce ženit / Supermořec a Ploutvokluk 6 | 14. a 7. října 2005                 | 2009          |
| 68           | 8         | Patrick SmartPants / SquidBob TentaclePants                        | Chytrý Patrik / Mutant                              | 21. října a 4. listopadu 2005       | 2009          |
| 69           | 9         | Krusty Towers / Mrs. Puff, You're Fired                            | Křupavý hotel / Máte padáka, paní Rybová            | 1. dubna 2006                       | 2009          |
| 70           | 10        | Chimps Ahoy / Ghost Host                                           | Opice na kontrole / Nezvaný host                    | 5. května 2006                      | 2009          |
| 71           | 11        | Whale of a Birthday / Karate Island                                | Velrybí narozeniny / Ostrov karate                  | 12. května 2006                     | 2009          |
| 72           | 12        | All That Glitters / Wishing You Well                               | Všechno co se třpytí / Studna splněných přání       | 2. června 2006                      | 2009          |
| 73           | 13        | New Leaf / Once Bitten                                             | Obracím list / Epidemie                             | 22. a 29. září 2006                 | 2009          |
| 74           | 14        | Bummer Vacation / Wigstruck                                        | Nepovedená dovolená / Paruka je hit                 | 13. října a 17. listopadu 2006      | 2009          |
| 75           | 15        | Squidtastic Voyage / That's No Lady                                | Cesta Sépiákem / Tohle není holka                   | 6. října a 25. listopadu 2006       | 2009          |
| 76           | 16        | The Thing / Hocus Pocus                                            | Věc / Hokus pokus                                   | 15. ledna 2007                      | 2009          |
| 77           | 17        | Driven to Tears / Rule of Dumb                                     | Řízení je pro hlupáky / Hlupák králem               | 19. února 2007                      | 2009          |
| 78           | 18        | Born to Be Wild / Best Frenemies                                   | Drsný motorkáři / Nepřítel nepřítele                | 31. března 2007                     | 2009          |
| 79           | 19        | The Pink Purloiner / Squid Wood                                    | Růžový zloděj / Loutka                              | 19. února a 24. července 2007       | 2009          |
| 80           | 20        | Best Day Ever / The Gift of Gum                                    | Nejlepší den / Žvýkačkový dárek                     | 10. listopadu 2006 a 19. února 2007 | 2009          |

### Pátá řada (2007–2009)
| Č. v seriálu | Č. v řadě | Původní název                                                | Český název                                                                 | Premiéra v USA                    | Premiéra v ČR |
| ------------ | --------- | ------------------------------------------------------------ | --------------------------------------------------------------------------- | --------------------------------- | ------------- |
| 81           | 1         | Friend or Foe                                                | Přítel nebo nepřítel                                                        | 13. dubna 2007                    | 2009          |
| 82           | 2         | The Original Fry Cook / Night Light                          | Původní kuchař / Noční světlo                                               | 30. července 2007                 | 2009          |
| 83           | 3         | Rise and Shine / Waiting / Fungus Among Us                   | Vstávat a cvičit / Čekání / Podivná plíseň                                  | 19. února 2007 a 29. září 2007    | 2009          |
| 84           | 4         | Spy Buddies / Boat Smarts / Good Ol' Whatshisname            | Špióni / Chytrý řidič / Starý dobrý, jak se jmenuje?                        | 23. července 2007                 | 2009          |
| 85           | 5         | New Digs / Krabs à La Mode                                   | Nové místo k bydlení / Zatopte někdo                                        | 25. července 2007                 | 2009          |
| 86           | 6         | Roller Cowards / Bucket Sweet Bucket                         | Horská dráha / Přestavba Kamarádského kyblíku                               | 27. července 2007                 | 2009          |
| 87           | 7         | To Love a Patty / Breath of Fresh Squidward                  | Milovat hambáč / Kam se poděl starý Sépiák                                  | 26. července 2007                 | 2009          |
| 88           | 8         | Money Talks / SpongeBob vs. The Patty Gadget / Slimy Dancing | Peníze mluví / Báseň o velkém souboji / Soutěž v tanci                      | 31. července 2007                 | 2009          |
| 89           | 9         | The Krusty Sponge / Sing a Song of Patrick                   | Křupavá houba / Patrikův hit                                                | 24. července a 19. února 2007     | 2009          |
| 90           | 10        | A Flea in Her Dome / The Donut of Shame / The Krusty Plate   | Blecha v kožichu / Čí je ta kobliha / Špína na talíři                       | 1. srpna 2007                     | 2009          |
| 91           | 11        | Goo Goo Gas / Le Big Switch                                  | Dětský plyn / Výměna kuchařů                                                | 19. července 2009 a 29. září 2007 | 2009          |
| 92           | 12- 13    | Atlantis SquarePantis                                        | Ztracená Atlantida (1. část) / Ztracená Atlantida (2. část) (celk. 45.min.) | 12. listopadu 2007                | 2009          |
| 93           | 14        | Picture Day / Pat No Pay / BlackJack                         | Focení ve škole / Patrik bez peněz / Bratranec Jack                         | 2. srpna 2007                     | 2009          |
| 94           | 15        | Blackened Sponge / Mermaid Man vs. SpongeBob                 | Houba co si vymýšlí / Supermořec vs. Spongebob                              | 3. srpna 2007                     | 2009          |
| 95           | 16        | The Inmates of Summer / To Save a Squirrel                   | Letní vězení / Boj o přežití                                                | 23. listopadu 2007                | 2009          |
| 96           | 17        | Pest of the West                                             | Speciální díl - Divoký západ                                                | 11. dubna 2008                    | 2009          |
| 97           | 18        | 20,000 Patties Under the Sea / The Battle of Bikini Bottom   | 20 000 hambáčů pod mořem / Bitva v Zátiší Bikin                             | 23. listopadu 2007                | 2009          |
| 98           | 19        | What Ever Happened to SpongeBob?                             | Speciální díl - Kam zmizel Spongebob?                                       | 13. října 2008                    | 2009          |
| 99           | 20        | The Two Faces of Squidward / SpongeHenge                     | Dvě tváře Sépiáka / Problém s medůzami                                      | 23. listopadu 2007                | 2009          |
| 100          | 21        | Banned in Bikini Bottom / Stanley S. SquarePants             | Zakázané hambáče / Bratranec Stenly                                         | 23. listopadu 2007                | 2009          |

### Šestá řada (2008–2010)
| Č. v seriálu | Č. v řadě | Původní název                                        | Český název                                | Premiéra v USA                       | Premiéra v ČR      |
| ------------ | --------- | ---------------------------------------------------- | ------------------------------------------ | ------------------------------------ | ------------------ |
| 101          | 1         | House Fancy / Krabby Road                            | Luxusní dům / Ta naše kapela               | 6. června a 3. března 2008           | 2. a 5. února 2018 |
| 102          | 2         | Penny Foolish / Nautical Novice                      | Centové šílenství / Námořní nováček        | 7. a 29. března 2008                 | 2010               |
| 103          | 3         | Spongicus / Suction Cup Symphony                     | Spongikus / Podivná symfonie               | 29. a 6. března 2008                 | 2010               |
| 104          | 4         | Not Normal / Gone                                    | Nenormální / Je pryč                       | 4. a 5. března 2008                  | 2010               |
| 105          | 5         | The Splinter / Slide Whistle Stooges                 | Tříska / Píšťalkovaní                      | 2. června 2008 a 16. února 2009      | 2010               |
| 106          | 6         | A Life in a Day / Sun Bleached                       | Žít naplno každý den / Vybělený sluncem    | 4. a 5. března 2008                  | 2010               |
| 107          | 7         | Giant Squidward / No Nose Knows                      | Obr Sépiák / Námořní obchod                | 3. června a 4. srpna 2008            | 2010               |
| 108          | 8         | Patty Caper / Plankton's Regular                     | Tajná přísada / Pravidelný zákazník        | 5. a 6. srpna 2008                   | 2010               |
| 109          | 9         | Boating Buddies / The Krabby Kronicle                | Zpátky do školy / Spongebob reportérem     | 7. a 8. srpna 2008                   | 2010               |
| 110          | 10        | The Slumber Party / Grooming Gary                    | Večírek s přespáním / Soutěž mazlíčků      | 28. listopadu 2008                   | 2010               |
| 111          | 11        | SpongeBob SquarePants vs. The Big One                | SpongeBob a velká vlna                     | 17. dubna 2009                       | 2010               |
| 112          | 12        | Porous Pockets / Choir Boys                          | Nadité kapsy / Členové sboru               | 28. listopadu 2008 a 20. března 2009 | 2010               |
| 113          | 13        | Krusty Krushers / The Card                           | Křupavý drtiči / Vzácná karta              | 28. listopadu 2008                   | 2010               |
| 114          | 14        | Dear Vikings / Ditchin                               | Drazí vikingové / Záškolák                 | 28. listopadu 2008                   | 2010               |
| 115          | 15        | Grandpappy the Pirate / Cephalopod Lodge             | Děda pirát / Tajný spolek                  | 18. a 17. února 2009                 | 2010               |
| 116          | 16        | Squid's Visit / To SquarePants or Not to SquarePants | Sépiák na návštěvě / Kulaté kalhoty        | 4. června a 17. července 2009        | 2010               |
| 117          | 17        | Shuffleboarding / Professor Squidward                | Vítězný pohár / Sépiák profesorem          | 16. a 19. února 2009                 | 2010               |
| 118          | 18        | Pet or Pests / Komputer Overload                     | Kdo chce červíčka / Ať žijí počítače       | 18. a 19. března 2009                | 2010               |
| 119          | 19        | Gullible Pants / Overbooked                          | Kdo je tu vedoucí / Spongebob k roztrhání  | 5. června a 19. července 2009        | 2010               |
| 120          | 20        | No Hat for Pat / Toy Store of Doom                   | Čepice pro Patrika / Na co si budeme hrát? | 19. července a 17. března 2009       | 2010               |
| 121          | 21        | Sand Castles in the Sand / Shell Shocked             | Písková válka / Ulita pro Garyho           | 16. března a 1. června 2009          | 2010               |
| 122          | 22        | Chum Bucket Supreme / Single Cell Anniversary        | Není nad správnou reklamu / Výročí svatby  | 19. července a 3. června 2009        | 2010               |
| 123-124      | 23-24     | Truth or Square                                      | Zavřeni v mrazáku                          | 6. listopadu 2009                    | 2010               |
| 125          | 25        | Pineapple Fever / Chum Caverns                       | Společenské hry / Kouzelná jeskyně         | 2. června a 18. července 2009        | 2010               |
| 126          | 26        | The Clash of Triton                                  | Neptunovy narozeniny                       | 5. července 2010                     | 2010               |

### Sedmá řada (2009–2011)
| Č. v seriálu | Č. v řadě | Původní název                                                                 | Český název                                    | Premiéra v USA                   | Premiéra v ČR |
| ------------ | --------- | ----------------------------------------------------------------------------- | ---------------------------------------------- | -------------------------------- | ------------- |
| 127          | 1         | Tentacle-Vision / I ♥ Dancing                                                 | Sépiák v televizi / Ať žije tanec!             | 19. července 2009                | 2011          |
| 128          | 2         | Growth Spout / Stuck in the Wringer                                           | Veliký hlad / Spongebob a mandl                | 19. července 2009                | 2011          |
| 129          | 3         | Someone's in the Kitchen with Sandy / The Inside Job                          | Někdo je v kuchyni se Sandy / Kdo ovládá koho? | 19. července 2009                | 2011          |
| 130          | 4         | Greasy Buffoons / Model Sponge                                                | Tukové šílenství / Herecká kariéra             | 27. listopadu 2009               | 2011          |
| 131          | 5         | Keep Bikini Bottom Beautiful / A Pal for Gary                                 | Úklid v Zátiší Bikin / Kamarád pro Garyho      | 2. ledna 2010                    | 2011          |
| 132          | 6         | Yours, Mine and Mine / Kracked Krabs                                          | Tvoje a moje a moje / Škrťák Krabs             | 11. září 2010                    | 2011          |
| 133          | 7         | The Curse of Bikini Bottom / Squidward in Clarinetland                        | Ať žijí duchové! / Sépiák a jeho klarinet      | 24. října 2009 a 24. března 2010 | 2011          |
| 134          | 8         | SpongeBob's Last Stand                                                        | Spongebobův boj proti dálnici                  | 22. dubna 2010                   | 2011          |
| 135          | 9         | Back to the Past / The Bad Guy Club for Villains                              | Zpátky do minulosti / Zapomenutá epizoda       | 15. února 2010                   | 2011          |
| 136          | 10        | A Day Without Tears / Summer Job                                              | Sázka na pláč / Výpomoc                        | 22. a 23. března 2010            | 2011          |
| 137          | 11        | One Coarse Meal / Gary in Love                                                | Velryby mají hlad / Zamilovaný Gary            | 25. března a 6. února 2010       | 2011          |
| 138          | 12        | The Play's the Thing / Rodeo Daze                                             | Sépiákova hra / Zachraňme Sandy                | 26. března a 6. února 2010       | 2011          |
| 139          | 13        | Gramma's Secret Recipe / The Cent of Money                                    | Babiččin tajný recept / Magnet na peníze       | 6. a 7. července 2010            | 2011          |
| 140          | 14        | The Monster Who Came to Bikini Bottom / Welcome to the Bikini Bottom Triangle | Příšera ze Zátiší Bikin / Znuděné mořské panny | 28. ledna 2011                   | 2011          |
| 141          | 15        | The Curse of the Hex / The Main Drain                                         | Kletba staré čarodějnice / Hlavní špunt        | 11. června a 28. ledna 2011      | 2011          |
| 142          | 16        | Trenchbillies / Sponge-Cano!                                                  | Venkovani / Miluj souseda svého                | 29. a 28. ledna 2011             | 2011          |
| 143          | 17        | The Great Patty Caper                                                         | Dlouhá cesta za receptem                       | 11. listopadu 2010               | 2011          |
| 144          | 18        | That Sinking Feeling / Karate Star                                            | Podkopané město / Hvězda karate                | 8. a 9. července 2010            | 2011          |
| 145          | 19        | Buried in Time / Enchanted Tiki Dreams                                        | Pohřbeni pro budoucnost / Sépiákův ráj         | 18. září a 19. června 2010       | 2011          |
| 146          | 20        | The Abrasive Side / Earworm                                                   | Drsná vrstva / Červ v hlavě                    | 27. listopadu 2010               | 2011          |
| 147          | 21        | Hide and Then What Happens? / Shellback Shenanigans                           | Hra na schovávanou / Podvod s ulitou           | 9. srpna a 18. září 2010         | 2011          |
| 148          | 22        | The Masterpiece / Whelk Attack                                                | Umělecké dílo / Plží invaze                    | 2. října 2010                    | 2011          |
| 149          | 23        | You Don't Know Sponge / Tunnel of Glove                                       | To neznáte houbu-mršku / Tunel lásky           | 9. srpna 2010 a 12. února 2011   | 2011          |
| 150          | 24        | Krusty Dogs / The Wreck of the Mauna Loa                                      | Křupavé párky / Vrak lodi Monoloua             | 9. října 2010                    | 2011          |
| 151          | 25        | New Fish in Town / Love That Squid                                            | Nová ryba ve městě / Tu chobotnici miluju      | 15. ledna a 12. února 2011       | 2011          |
| 152          | 26        | Big Sister Sam / Perfect Chemistry                                            | Velká sestra Sam / Dokonalá chemie             | 15. ledna a 26. února 2011       | 2011          |

### Osmá řada (2011–2012)
| Č. v seriálu | Č. v řadě | Původní název                                                  | Český název                                                           | Premiéra v USA                                               | Premiéra v ČR |
| --- | --------- | -------------------------------------------------------------- | --------------------------------------------------------------------- | ------------------------------------------------------------ | ------------- |
| 153 | 1         | Accidents Will Happen / The Other Patty                        | Nehody se stávají / Jiné hambáče                                      | 18. července a 25. června 2011                               | 2012          |
| Když se Sépiák při práci zraní,vyhrožuje,že pokud se o něj Pan Krabs během rekonvalescence nebude starat,podnikne právní kroky / Pan Krabs a Plankton najdou společného nepřítele v nově otevřené restauraci                        |           |                                                                |                                                                       |                                                              |               |
| 154 | 2         | Drive Thru / The Hot Shot                                      | Prodej z okénka / Velký frajer                                        | 19. července a 18. června 2011                               | 2012          |
| Místo toho,aby Pan Krabs zaplatil opravu díry ve zdi,rozhodne se z ní udělat obslužné okénko / Tony Rychlík mladší,syn slavného závodníka,učí Spongeboba řídit                                                                      |           |                                                                |                                                                       |                                                              |               |
| 155 | 3         | A Friendly Game / Sentimental Sponge                           | Přátelská hra / Sentimentální mořská houba                            | 26. března a 2. dubna 2011                                   | 2012          |
| SpongeBob si společně s Patrikem u něj doma vybudují miniaturní golfové hřiště / SpongeBob nerad cokoliv vyhazuje.Ke každé věci se totiž váže spousta vzpomínek                                                                     |           |                                                                |                                                                       |                                                              |               |
| 156 | 4         | Frozen Face-Off                                                | Závod na saních                                                       | 15. července 2011                                            | 2012          |
| Zátiší bikin se rozhodne uspořádat na jižním pólu závod na saních,plankton se mezitím snaží ukrást tajný recept na krabí hambáč. |           |                                                                |                                                                       |                                                              |               |
| 157 | 5         | Squidward's School for Grown Ups / Oral Report                 | Sépiákova škola pro dospělé / Řečnické vystoupení                     | 4. června a 26. března 2011                                  | 2012          |
| Když se Patrikovi na puse objeví dospělý plnovous,Sépiák ho donutí chovat se jako dospělák / SpongeBob se chystá na veřejné vystoupení ve škole. Při přípravě na něj si ale uvědomí, že trpí příšernou trémou                       |           |                                                                |                                                                       |                                                              |               |
| 158 | 6         | Sweet and Sour Squid / The Googly Artiste                      | Sladkokyselá chobotnice / Umělec s očima                              | 20. a 21. července 2011                                      | 2012          |
| Plankton se snaží skamarádit se Sépiákem, aby dostal recept na krabí hambáč / Kritik umění považuje Patrika za skutečného umělce. Všichni proto teď touží mít od Patrika svůj vlastní originál                                      |           |                                                                |                                                                       |                                                              |               |
| 159 | 7         | A SquarePants Family Vacation                                  | Rodinný výlet                                                         | 11. listopadu 2011                                           | 2012          |
| SpongeBob a Patrik se během výletu k Velkému bariérovému útesu ztratí a zažijí nezapomenutelné dobrodružství. |           |                                                                |                                                                       |                                                              |               |
| 160 | 8         | Patrick's Staycation / Walking the Plankton                    | Patrikova domalená / Výlet na lodi                                    | 8. a 7. listopadu 2011                                       | 2012          |
| Patrik si nemůže dovolit jet na dovolenou a tak SpongeBob přijde s alternativní variantou / SpongeBob a Pan Krabs vyhrají díky Planktonovi plavbu zdarma. On se mezitím ale snaží ukrást tajný recept na krabí hambáč               |           |                                                                |                                                                       |                                                              |               |
| 161 | 9         | Mooncation / Mr. Krabs Takes a Vacation                        | Dovolená na měsíci / Pan Krabs jede na dovolenou                      | 10. a 9. listopadu 2011                                      | 2012          |
| SpongeBob se omylem stane černým pasažérem a se Sandy poletí na Měsíc / Pan Krabs vezme Perlu a SpongeBoba na dovolenou |           |                                                                |                                                                       |                                                              |               |
| 162 | 10        | Ghoul Fools                                                    | Strašidelní piráti                                                    | 21. října 2011                                               | 2012          |
| SpongeBob a Patrik najdou loď, na které straší duchové pirátů. Bohužel se dostanou do sváru, která panuje mezi nimi a Létajícím Holanďanem.                                                                                         |           |                                                                |                                                                       |                                                              |               |
| 163 | 11        | Mermaid Man Begins / Plankton's Good Eye                       | Začátky Supermořce / Planktonovo hodné oko                            | 23. září 2011                                                | 2012          |
| SpongeBob a Patrik se dozví tajemství původu Suprmořce a Plotvokluka a to přímo od nich / Plankton získá druhé oko, které zcela změní jeho povahu                                                                                   |           |                                                                |                                                                       |                                                              |               |
| 164 | 12        | Barnacle Face / Pet Sitter Pat                                 | Problémy s pletí / Patrik hlídá Garryho                               | 16. září 2011                                                | 2012          |
| Perla se chystá na večírek jenže zjistí že na tváři ji něco roste a tak Pan Krabs požádá Spongeboba aby ji pomohl se toho zbavit / SpongeBob je pozván na oslavu babiččiných narozenin a požádá Patrika, aby se postaral o Geryho   |           |                                                                |                                                                       |                                                              |               |
| 165 | 13        | House Sittin' for Sandy / Smoothe Jazz at Bikini Bottom        | Jak pohlídat dům / Klidný jazzový koncert                             | 30. září 2011                                                | 2012          |
| SpongeBob hlídá Sandyin dům. Vše jde hladce, dokud se neobjeví Patrik / Když SpongeBob a Sépiák ztratí vstupenky, snaží se potají dostat do zákulisí vyprodané show                                                                 |           |                                                                |                                                                       |                                                              |               |
| 166 | 14        | Bubble Troubles / The Way of the Sponge                        | Bublinový průšvih / Pásek pro mistra karate                           | 25. listopadu 2011                                           | 2012          |
| SpongeBob a Patrik musí pro Sandy najít nový zdroj kyslíku poté, co jí zničili její přívod vzduchu / SpongeBob chce získat pásek od slavného mistra karate a Sandy mu pomůže                                                        |           |                                                                |                                                                       |                                                              |               |
| 167 | 15        | The Krabby Patty That Ate Bikini Bottom / Bubble Buddy Returns | Krabí hambáč co málem snědl Zátiší Bikin / Návrat Bubliňáka           | 25. listopadu 2011                                           | 2012          |
| Pan Krabs vyzkouší na krabím hambáči speciální rostoucí lektvar,nakonec se to ale celé zvrtne / SpongeBob se snaží, aby se syn Bubliňáka nedostal do žádného průšvihu a zároveň jej drží dál od ostrých předmětů                    |           |                                                                |                                                                       |                                                              |               |
| 168 | 16        | Restraining SpongeBob / Fiasco!                                | Zákaz přibližování / Umělecké dílo                                    | 2. a 5. dubna 2012                                           | 2012          |
| Sépiák si pořídí soudní příkaz, aby si držel SpongeBoba od těla / Do křupavého kraba přijde slavný autor umění Fiasco který v křupavém krabovi vytvoří umělecké dílo                                                                |           |                                                                |                                                                       |                                                              |               |
| 169 | 17        | Are You Happy Now? / Planet of the Jellyfish                   | Tak už jsi šťastný? / Vetřelec medúza                                 | 31. března 2012                                              | 2012          |
| SpongeBob "pomůže" Sépiákovi k nejkrásnější vzpomínce jeho života / SpongeBob a Sandy musí porazit zákeřnou medúzu, která naklonovala všechny obyvatele Zátiší Bikin                                                                |           |                                                                |                                                                       |                                                              |               |
| 170 | 18        | Free Samples / Home Sweet Rubble                               | Ochutnávka zdarma / Přestavba domu                                    | 6. a 4. dubna 2012                                           | 2012          |
| Pan Krabs je donucen dávat zákazníkům krabí hambáče zdrama poté, co mu je odloudil Plankton / Když se SpongeBobův ananas začne rozpadat, zavolá všechny kamarády, aby mu pomohli jej předělat                                       |           |                                                                |                                                                       |                                                              |               |
| 171 | 19        | Karen 2.0 / InSPONGEiac                                        | Nová verze Karen / Nespavá houba                                      | 13. a 9. dubna 2012                                          | 2012          |
| Planktonova žena Karen přestane pracovat u kamarádského kyblíku a je nahrazena novou a lepší Karen 2, nepotrvá to ale dlouho / SpongeBob nemůže usnout a o pomoc poprosí Patrika,spolu vymýšlí různé triky jak usnout               |           |                                                                |                                                                       |                                                              |               |
| 172 | 20        | Face Freeze! / Glove World R.I.P.                              | Neškleb se, zůstane ti to! / Sbohem Rukavicový světe                  | 21. července a 3. dubna 2012                                 | 2012          |
| SpongeBob a Patrik se vsadí o to, kdo dokáže déle udržet směšnější výraz / Rukavicový svět se má zničit a tak Spongebob s Patrikem si chtějí co nejrychleji užít na svých oblíbených atrakcích                                      |           |                                                                |                                                                       |                                                              |               |
| 173 | 21        | Squiditis / Demolition Doofus                                  | Sépiákova nemoc / Demoliční derby                                     | 11. dubna a 21. července 2012                                | 2012          |
| Sépiák dělá že je nemocný aby mohl jít domů.Spongebob ale tvrdí že to chytil od něj / Paní Rybová přihlásí SpongeBoba do demoličního derby, ve kterém se Spongebob díky svému řidičskému umění stane hvězdou                        |           |                                                                |                                                                       |                                                              |               |
| 174 | 22        | Treats! / For Here or to Go                                    | Sušenky! / Tady nebo s sebou                                          | 10. a 12. dubna 2012                                         | 2012          |
| SpongeBob si domů donese nové šnečí sušenky. Gary udělá cokoliv, aby je ochutnal. Hlavně poté, co dojdou / Plankton vyhraje krabí hambáč zdarma. Pan Krabs ovšem udělá cokoliv, aby mu zabránil v rozluštění receptu                |           |                                                                |                                                                       |                                                              |               |
| 175 | 23        | It's a SpongeBob Christmas!                                    | Spongebobova Vánoční mise                                             | 23. listopadu 2012 (CBS) nebo 6. prosince 2012 (Nickelodeon) | prosinec 2012 |
| SpongeBob neúmyslně pomáhá Planktonovi k zosnování plánu, díky kterému dostane všechny ze Zátiší Bikin na Santův seznam těch, kteří k Vánocům nedostanou žádné dárky.                                                               |           |                                                                |                                                                       |                                                              |               |
| 176 | 24        | Super Evil Aquatic Villain Team Up is Go! / Chum Fricassee     | Tým superzlých vodních padouchů jde do akce / Frikasé z rybích zbytků | 14. a 21. října 2012                                         | 2012          |
| Plankton se spojí s Man Rayem, aby ovládli Křupavého kraba a pak celý svět / Sépiák dá u Křupavého kraba výpověď. Chce pracovat pro Planktona. A z mňamky na klacku udělá přes noc obrovský hit                                     |           |                                                                |                                                                       |                                                              |               |
| 177 | 25        | The Good Krabby Name / Move It or Lose It                      | Reklamní Kampaň / Stěhuj nebo Zmiz                                    | 3. září a 21. října 2012                                     | 2012          |
| Pan Krabs chce, aby všichni ze Zátiší bikin chodili do Křupavého kraba. SpongeBob a Patrik proto spustí velkou reklamní kampaň / Pan Krabs a Plankton rozjedou petiční akci, aby každý z nich zachránil svůj podnik před buldozerem |           |                                                                |                                                                       |                                                              |               |
| 178 | 26        | Hello Bikini Bottom!                                           | Koncertní turné                                                       | 8. října 2012                                                | 2012          |
| Pořadatel koncertů chce vyslat SpongeBoba a Sépiáka na turné. Lakotný Pan Krabs se ale rozhodne být jejím manažerem. |           |                                                                |                                                                       |                                                              |               |

### Devátá řada (2012–2017)
| Č. v seriálu | Č. v řadě | Původní název                                   | Český název                                        | Premiéra v USA                      | Premiéra v ČR                |
| ------------ | --------- | ----------------------------------------------- | -------------------------------------------------- | ----------------------------------- | ---------------------------- |
| 179          | 1         | Extreme Spots / Squirrel Record                 | Extémní Pupeny / Veverčí Rekordy                   | 21. července 2012                   | 2015                         |
| 180          | 2         | Patrick-Man! / Gary's New Toy                   | Patrik-Man! / Garyho Nová Hračka                   | 27. a 14. října 2012                | 2015                         |
| 181          | 3         | License to Milkshake / Squid Baby               | Průkaz na koktejly / Mimino Sépiák                 | 7. a 3. září 2012                   | 2015                         |
| 182          | 4         | Little Yellow Book / Bumper to Bumper           | Deníček / Konečně řidičák                          | 2. března 2013 a 17. listopadu 2012 | 2015                         |
| 183          | 5         | Eek, an Urchin! / Squid Defense                 | Fúj, mořský Ježek! / Sépiákova Sebeobrana          | 27. října 2012 a 1. ledna 2013      | 2015                         |
| 184          | 6         | Jailbreak! / Evil Spatula                       | Útěk z vězení / Zlounská obracečka                 | 16. a 9. března 2013                | 2015                         |
| 185          | 7         | It Came from Goo Lagoon                         | Zachraň se kdo můžeš!                              | 17. února 2014                      | říjen 2015                   |
| 186          | 8         | Safe Deposit Krabs / Plankton's Pet             | Skrblík Krabs / Mazlíček pro Planktona             | 25. května a 19. ledna 2013         | 2015                         |
| 187          | 9         | Don't Look Now / Séance Shméance                | Nás nic neviděsí / Vyvolávání duchů                | 14. října 2013                      | 19.a 20. října 2015          |
| 188          | 10        | Kenny the Cat / Yeti Krabs                      | Kenny Kočičák / Yeti Krab                          | 29. března 2014 a 29. března 2015   | 21.a 22. října 2015          |
| 189          | 11        | SpongeBob, You're Fired                         | SpongeBobe, máš padáka!                            | 11. listopadu 2013                  | leden 2016                   |
| 190          | 12        | Lost in Bikini Bottom / Tutor Sauce             | Ztracen v Zátiší Bikin / Soukromá lekce v řízení   | 16. července 2015                   | leden 2016                   |
| 191          | 13        | Squid Plus One / The Executive Treatment        | Plus jeden / Obchodní speciál                      | 7. září 2015                        | 15. ledna 2016               |
| 192          | 14        | Company Picnic / Pull Up a Barrel               | Není piknik jako piknik / Lodní historky           | 25. a 18. září 2015                 | leden 2016                   |
| 193          | 15        | Sanctuary! / What's Eating, Patrick?            | Útulek pro šneky / Den zakladatelů                 | 16. a 2. října 2015                 | 2016                         |
| 194          | 16        | Patrick! The Game / The Sewers of Bikini Bottom | Patrikova hra / Kanály pod Zátiším Bikin           | 11. listopadu 2015                  | 2016                         |
| 195          | 17        | SpongeBob LongPants / Larry's Gym               | Spongebob v dlouhých kalhotách / Larryho posilovna | 15. února 2016                      | 2016                         |
| 196          | 18        | The Fish Bowl / Married to Money                | Experiment pozorování chování / Ženatý s penězi    | 2. a 3. května 2016                 | 2016                         |
| 197          | 19        | Mall Girl Pearl / Two Thumbs Down               | Práce pro Perlu / Dva palce dolů                   | 12. března 2016                     | 2016                         |
| 198          | 20        | Sharks vs. Pods / CopyBob Dittopants            | Žraločáci vs. Chobotňáci / Spongebob přes kopírák  | 4. a 5. května 2016                 | 8. ledna 2017                |
| 199          | 21        | Sold! / Lame and Fortune                        | Prodáno / Koláčky štěstí                           | 6 května a 11. července 2016        | 9. ledna 2017                |
| 200          | 22        | Goodbye, Krabby Patty?                          | Sbohem, Krabí Hambáči?                             | 20. února 2017                      | 3. srpna 2017 (na Nova Gold) |
| 201          | 23        | Sandy's Nutmare / Bulletin Board                | Úroda oříšků / Nástěnka pro všechny                | 12 července a 1. října 2016         | 10. ledna 2017               |
| 202          | 24        | Food Con Castaways / Snail Mail                 | Výlet na festival jídla / Obyčejné dopisy          | 13. července a 22. října 2016       | 10. února 2017               |
| 203          | 25        | Pineapple Invasion / Salsa Imbecillicus         | Invaze v ananasu / Epidemie hlouposti              | 14. a 15. července 2016             | 11. ledna 2017               |
| 204          | 26        | Mutiny on the Krusty / The Whole Tooth          | Vzpoura v Křupavém Krabovi / Bolavý zub            | 8. října a 3. prosince 2016         | 12. ledna 2017               |

### SpongeBob ve filmu: Houba na suchu(2015)
| Původní název                            | Český název                        | Režie        | Scénář                                                                                 | Premiéra v USA | Premiéra v ČR  |
| ---------------------------------------- | ---------------------------------- | ------------ | -------------------------------------------------------------------------------------- | -------------- | -------------- |
| The SpongeBob Movie: Sponge Out of Water | SpongeBob ve filmu: Houba na suchu | Paul Tibbitt | Stephen Hillenburg, Paul Tibbitt (příběh) Jonathan Aibel and Glenn Berger (screenplay) | 6. února 2015  | 19. února 2015 |

### Desátá řada (2016–2017)
| Č. v seriálu | Č. v řadě | Původní název                              | Český název                                       | Premiéra v USA                  | Premiéra v ČR                                           |
| --- | --------- | ------------------------------------------ | ------------------------------------------------- | ------------------------------- | ------------------------------------------------------- |
| 205 | 1         | Whirly Brains / Mermaid Pants              | Mozkovrtule / Superkalhotovec                     | 15. a 29. října 2016            | 28. dubna 2017                                          |
| Spongebob s Patrikem si koupí mozkovrtule a začnou se svými mozky poletovat po městě, někdo jim je však ukradl. / Spongebob, Patrik, pan Krabs a Sépiák si hrají na Supermořce a Ploutvokluka, Sépiák to ale přežene. |           |                                            |                                                   |                                 |                                                         |
| 206 | 2         | Unreal Estate / Code Yellow                | Neskutečný dům / Žlutý kód                        | 3. června 2017                  | 4. srpna 2017                                           |
| Sépiák přemluví Spongeboba že je alergický na svůj dům a tak jdou najít nový. / Spongebob si hraje na doktora až začne operovat Sépiákovi nos. |           |                                            |                                                   |                                 |                                                         |
| 207 | 3         | Mimic Madness / House Worming              | Šílenství v Napodobování / Přepadení Červi        | 25. února 2017                  | 5. května 2017                                          |
| Spongebob napodobuje všechny obyvatele Zátiší Bikin až zapomene kdo vlastně je - tak mu to musí jeho přátelé připomenout. / Uprostřed noci do Spongeboba vlezou červy a Spongebob z toho má velký problém. |           |                                            |                                                   |                                 |                                                         |
| 208 | 4         | Snooze you lose / Krusty katering          | Tak už se probuď / Obsluha nade vše               | 4. března 2017                  | 2. července 2017                                        |
| Sépiák se nemůže probudit v den, kdy ho čeká filharmonický konkurz a tak si Spongebob s Patrikem vlezou do jeho těla a udělají to za něj. / Pan Krabs se Spongebobem, Patrikem a Sépiákem předstírají že vaří luxusní jídlo. |           |                                            |                                                   |                                 |                                                         |
| 209 | 5         | Spongebob's place / Plankton gets the boot | Spongebobova restaurace / Plankton dostal kopačky | 11. března 2017                 | 15. srpna 2017                                          |
| Pan Krabs žárlí na Spongeboba že po něm všechno zákazníci pojmenovávají tak se ho zbaví a Spongebob se omylem stane šéfem a kuchařem jeho vlastní restaurace. / Plankton dostal od Karen kopačky a Spongebob mu pomáhá je dát zase dohromady.                                                                                              |           |                                            |                                                   |                                 |                                                         |
| 210 | 6         | Life Insurance / Burst Your Bubble         | Životní pojistka / Splaskni bublino               | 18. března 2017                 | 16. srpna 2017                                          |
| Spongebob s Patrikem dostali životní pojistku s tím že se jim nic nemůže stát, kterou dají Sépiákovi, který si myslí to samý až nakonec zjistí že to tak není. / Spongebob už je zoufalý že nemá řidičský průkaz tak si udělá svůj vlastní i s autem z bublin a jeho způsob začne používat každý až nakonec učí paní Rybovou jak je řídit. |           |                                            |                                                   |                                 |                                                         |
| 211 | 7         | Plankton retires / Trident trouble         | Plankton jde do důchodu / Potíže s trojzubcem     | 25. března 2017                 | 11. srpna 2017                                          |
| Plankton má plán jak získat tajný recept na krabí hambáče tím že pošle své robotické já do důchodu a pan Krabs se Spongebobem ho sledují aby přišli na to o co mu jde. / Spongebob si omylem prohodí obracečku s trojzubem králem Neptuna a způsobí tím velké problémy.                                                                    |           |                                            |                                                   |                                 |                                                         |
| 212 | 8         | The Incredible Shrinking Sponge / Sportz?  | Úžasná mini-houba / Sporty                        | 2. prosince a 16. července 2017 | 21. prosince (na Prima Comedy Central) a 18. srpna 2017 |
| Spongebob se zcvrkl z páry z rozhžaveného grilu a pan Krabs to využije k obchodu. / Spongebobu s Patrikem přijde pošta se sportovním vybavení pro Sandy oni však neví pro koho to je a co to je a Sépiák jim to vysvětlí podle sebe. |           |                                            |                                                   |                                 |                                                         |
| 213 | 9         | The Getaway / Lost and Found               | Útěk z vězení / Ztráty a nálezy                   | 10. června 2017                 | 25. srpna 2017                                          |
| Spongebob s paní Rybovou se během řidičského testu stanou součástí útěku z vězení. / V Křupavém Krabovi malý kluk ztratí svěho medvídka pan Krabs pošle Spongeboba ho najít ve ztrátech a nálezech. |           |                                            |                                                   |                                 |                                                         |
| 214 | 10        | Patrick's coupon / Out of the picture      | Patrikův kupón / Mimo obraz                       | 17. června 2017                 | 13. října 2017                                          |
| Patrik najde svůj ztracený kupón na zmrzlinu a chce ho utratit za zmrzlinu pro něj a pro Spongeboba, ale už vypršela jeho platnost tak se střetává s králem všech zmrzlin aby byl zase platný. / Pan Krabs koupil od Sépiáka jeho obrazy a snaží se ho zbavit aby měli větší cenu.                                                         |           |                                            |                                                   |                                 |                                                         |
| 215 | 11        | Feral friends / Don't wake Patrick         | Divocí přátelé / Neprobuďte Patrika               | 7. října 2017                   | 16. října 2017                                          |
| Na narozeninové oslavě Sandy vyjde Neptunův měsíc a promění všechny obyvatele Zátiší Bikin v původní podmořské živočichy a Sandy se to snaží vyřešit. / Patrik je náměsíčný a začne se procházet po městě a Spongebob se ho snaží probudit aby se mu nic nestalo.                                                                          |           |                                            |                                                   |                                 |                                                         |

### Jedenáctá řada (2017–2018)
| Č. v seriálu | Č. v řadě | Původní název                                   | Český název                                        | Premiéra v USA                    | Premiéra v ČR                   |
| --- | --------- | ----------------------------------------------- | -------------------------------------------------- | --------------------------------- | ------------------------------- |
| 216 | 1         | Cave Dwelling Sponge / The Clam Whisperer       | Jeskynní prahouba / Pasáček škeblí                 | 23. září 2017                     | 18. a 19. října 2017            |
| Rozmrazená prehistorická houba způsobuje chaos po celém městě - a SpongeBob musí Zátiší Bikin zachránit. / SpongeBob se stará o hejno škeblí, které způsobují zmatek v Zátiší Bikin. |           |                                                 |                                                    |                                   |                                 |
| 217 | 2         | Spot Returns / The Check-up                     | Návrat Spota / Zdravotní prohlídka                 | 24. června 2017                   | 20. a 23. října 2017            |
| Poté, co má Planktonův mazlíček améba Spot štěňata, rozhodne se Plankton použít je na ukradení tajného receptu. / Poté, co se pan Krabs strašně zděsí kvůli každoroční kontrole Křupavého Kraba, SpongeBob a Sépiák se pokusí nalézt způsoby, jak ho dát do dobré formy, protože pokud neprojde, Křupavý Krab bude zavřen. |           |                                                 |                                                    |                                   |                                 |
| 218 | 3         | Spin the bottle / There's a sponge in my soup   | Zatoč lahví / V mé polévce je houba                | 16. července a 7. listopadu 2017  | 24. října 2017 a 20. dubna 2018 |
| Plankton má nový plán, jak ukrást tajný recept na krabí hambáč - bude dělat, že je džinem v láhvi. / Nová polévka v Křupavém Krabovi přitahuje tři houpavé hippies, kteří se chovají podivně. Pan Krabs a SpongeBob se jich snaží zbavit.                                                                                  |           |                                                 |                                                    |                                   |                                 |
| 219 | 4         | Man Ray Returns / Larry the floor manager       | Návrat Paprskouna / Larry zástupce manažera        | 30. září 2017                     | 9. dubna 2018                   |
| Když si Paprskoun pronajme Sépiákův dům na víkend, je na SpongeBobovi a Patrikovi, aby zastavili jeho zlounskou dovolenou. / Pan Krabs má dovolenou a langusta Larry se stane dočasným šéfem Křupavého Kraba. |           |                                                 |                                                    |                                   |                                 |
| 220 | 5         | Legend of the Boo-kini Bootom                   | Strašidelná legenda ze Zátiší Bikin                | 13. října 2017                    | 10. dubna 2018                  |
| V této speciální epizodě slaví Zátiší Bikin Halloween v a létající Holanďan se ujistí, že všichni mají strach, včetně SpongeBoba. |           |                                                 |                                                    |                                   |                                 |
| 221 | 6         | No pictures, please / Stuck on the roof         | Nefotit, prosím / Zaseknutý na střeše              | 6. listopadu 2017                 | 11. dubna 2018                  |
| Patrik vede nadšeného cizince po svých oblíbených místech v Zátiší Bikin. / SpongeBob se bojí vystoupit ze střechy Křupavého Kraba, ale nedovolí, aby mu to zabránilo v životě! |           |                                                 |                                                    |                                   |                                 |
| 222 | 7         | Krabby Patty Creature Feature / Teacher's pests | Hambáčoví zombie / Otravní žáci                    | 21. října 2017                    | 12. dubna 2018                  |
| Nový tajný recept krabího hambáče má katastrofální výsledky pro Zátiší Bikin a pouze SpongeBob to může vše zachránit. / Pan Krabs a Plankton musí absolvovat kurzy lodní školy. Bohužel, jejich rivalita jim brání v tom, aby se skutečně učili.                                                                           |           |                                                 |                                                    |                                   |                                 |
| 223 | 8         | Sanitation Insanity / Bunny Hunt                | Úklidové šílenství / Chyťte zajíce                 | 7. května a 30. března 2018       | 13. a 16. dubna 2018            |
| Když se pan Krabs dostane do problémů s odpadky, SpongeBob a Sépiák musí vyčistit Zátiší Bikin. / Mořský zajíček zpustošuje Sépiákovu zahradu, ale SpongeBob si myslí, že je roztomilý, tak si ho vezme za mazlíčka. |           |                                                 |                                                    |                                   |                                 |
| 224 | 9         | Squid noir / ScavengerPants                     | Detektiv Chobotnice / Hledání nenalezitelných věcí | 10. listopadu a 9. listopadu 2017 | 18. a 17. dubna 2018            |
| Když Sépiákův klarinet zmizí, musí se stát tvrdým detektivem, aby ho opět našel. / SpongeBob a Patrik neustále vyrušují Sépiáka, ten je pošle na stále obtížnější hledání různých věcí. |           |                                                 |                                                    |                                   |                                 |
| 225 | 10        | Cuddle E. Hugs / Pat the horse                  | Měkouš H. Objímač / Koník Patrik                   | 8. listopadu a 2. prosince 2017   | 25. a 26. června 2018           |
| SpongeBob se přátelí s obřím, načechraným křečkem, kterého nikdo jiný nevidí. / Patrik chce být koněm. |           |                                                 |                                                    |                                   |                                 |
| 226 | 11        | Chatterbox Gary / Don't feed the clowns         | Mluvítko pro Garyho / Nekrmte klauny!              | 12. února 2018                    | 27. a 28. června 2018           |
| Gary má překladatelský obojek a hovoří o bouři, jenže pak mu Sépiák obojek sebere! / Když se u cirkusu zapomene malý klaun, SpongeBob se o něho začne starat. |           |                                                 |                                                    |                                   |                                 |
| 227 | 12        | Drive Happy / Old Man Patrick                   | Bezstarostná jízda / Stařík Patrik                 | 13 a 14. února 2018               | 29. června a 2. července 2018   |
| SpongeBob stále nemá řidičský průkaz, ale licenci k provozování samohybného vozíku nepotřebuje. / Patrik si myslí, že je starý muž a je na Spongebobovi, aby mu připomněl, jak zábavné může být dětství. |           |                                                 |                                                    |                                   |                                 |
| 228 | 13        | Fun-sized Friends / Grandmum's the Word         | Malí přítelíčkové / Slovo dané babičce             | 15 a 16. února 2018               | 3. a 4. července 2018           |
| SpongeBob a Patrik si vyměňují své drobné živé verze. / Plankton řekne své babičce, že vlastní Křupavého Kraba, když však přijde na návštěvu, musí se do Křupavého Kraba dostat. |           |                                                 |                                                    |                                   |                                 |
| 229 | 14        | Doodle Dimension / Moving Bubble Bass           | Kreslená dimenze / Stěhování Bubliňáka             | 9. března a 16. března 2018       | 20. a 21. srpna 2018            |
| SpongeBob a Patrik jsou v pasti ve střídavé dimenzi, kde vše, co je nakreslené, ožívá. / SpongeBob a Patrik pomáhají Bubliňákovi dostat se z domu jeho matky. |           |                                                 |                                                    |                                   |                                 |
| 230 | 15        | High Sea Diving / Bottle Burglars               | Skok mořem vzhůru / Vloupání za lahví              | 6. a 13. dubna 2018               | 22. a 23. srpna 2018            |
| SpongeBob se rozhodne prozkoumat tajná zákoutí moře. / SpongeBob a Sépiák náhodou nechali Planktonovi ponechat si tajný recept a je na nich, aby ho chytili. |           |                                                 |                                                    |                                   |                                 |
| 231 | 16        | My Leg! / Ink Lemonade                          | Moje noha! / Inkoustová limonáda                   | 8. a 9. května 2018               | 24. a 27. srpna 2018            |
| Jakmile je Fredova noha vyléčena, SpongeBob je odhodlán udržet ji v bezpečí. / Patrikův limonádový stánek je neúspěšný, dokud nezíská tajnou ingredienci od Sépiáka. |           |                                                 |                                                    |                                   |                                 |
| 232 | 17        | Mustard O'Mine / Shopping List                  | Důl na hořčici / Nákupní seznam                    | 10. května a 24. září 2018        | 28. a 29. srpna 2018            |
| Když v Křupavém Krabovi dojde hořčice, pan Krabs pošle SpongeBoba, Patrika a Sépiáka, aby sehnali další. / SpongeBob a Sandy musí v obchodě najít všechny ingredience do Krabího hambáče, ale Plankton následuje každý jejich krok.                                                                                        |           |                                                 |                                                    |                                   |                                 |
| 233 | 18        | Whale Watching / Krusty Kleaners                | Hlídání velryby / Úklidová četa                    | 6. a 7. srpna 2018                | 30. a 31. srpna 2018            |
| Pan Krabs najme Sépiáka na hlídání Perly na noc, ale ona si chce prostě užívat holčičí párty. / Po rozlití milkshaku během dodávky chce SpongeBob vyčistit celou cestu, kterou ušel. |           |                                                 |                                                    |                                   |                                 |
| 234 | 19        | Patnocchio / ChefBob                            | Patrikovo svědomí / Šéfkuchař Bob                  | 8. a 9. srpna 2018                | 3. a 4. září 2018               |
| Plankton řekne Patrikovi, že je jeho svědomím, aby ho donutil jako hvězdici s dubovou hlavou ukrást pro něj Krabí hambáč. / Když pan Krabs postaví kuchyň tak, že je do ní vidět, SpongeBob je hrozně nervózní a musí si vymyslet novou osobnost.                                                                          |           |                                                 |                                                    |                                   |                                 |
| 235 | 20        | Plankton Paranoia / Library Cards               | Paranoia z Planktona / Knihovna                    | 26. a 25. září 2018               | 12. a 11. prosince 2018         |
| Plankton se dlouho nepokusil ukrást tajný recept...a z toho je pan Krabs nervózní! / Když Patrik objeví knihovnu ve Spongebobově ananasu, SpongeBob ho uvede do nádherného světa knih. |           |                                                 |                                                    |                                   |                                 |
| 236 | 21        | Call the Cops / Surf N' Turf                    | Volejte policii! / Loď v lahvi                     | 27. září a 11. listopadu 2018     | 14. a 13. prosince 2018         |
| Plankton jde do vězení a tajný recept je brán jako důkaz, a tak se SpongeBob a pan Krabs vydají za policejními důstojníky, aby ho získali zpět. / Sandy bojuje o vybudování lodi v láhvi pro velkou soutěž a poprosí SpongeBoba o pomoc.                                                                                   |           |                                                 |                                                    |                                   |                                 |
| 237 | 22        | Goons on the Moon                               | Troubové na měsíci                                 | 25. listopadu 2018                | 10. prosince 2018               |
| Sandy vezme svou vědeckou skautskou jednotku na výlet na Měsíc. |           |                                                 |                                                    |                                   |                                 |
| 238 | 23        | Appointment TV / Karen's Virus                  | Stihnout svou show / Karen má virus                | 28. října a 4. listopadu 2018     | 18. a 17. prosince 2018         |
| Epizoda Supermořce, kterou Spongebob ještě nikdy neviděl, se nakonec objeví v televizi, ale SpongeBob se nestihne doma včas dívat. / Karen dostane počítačový virus a je na SpongeBobovi, aby ho z ní dostal. |           |                                                 |                                                    |                                   |                                 |
| 239 | 24        | The Grill Is Gone / The Night Patty             | Gril je pryč / Noční směna                         | 21. října 2018                    | 12. a 11. března 2019           |
| Když gang dětí ukradne gril z Křupavého Kraba, SpongeBob a pan Krabs musí ujít dlouhou cestu, aby ho získali zpět. / SpongeBob má noční směnu v Křupavém Krabici, zákazníci ale touží po jiném jídle než obvykle. |           |                                                 |                                                    |                                   |                                 |
| 240 | 25        | Bubble Town / Girls Night Out                   | Bubliňákov / Holčičí večer                         | 28. října a 4. listopadu 2018     | 14. a 13. března 2019           |
| Spongebob navštíví svého starého kamaráda Bubliňáka v jeho novém městě. / Sandy pozvala Karen a paní Rybovou na noc ve městě, aby se uvolnily a začaly vtipkovat. |           |                                                 |                                                    |                                   |                                 |
| 241 | 26        | Squirrel Jelly / The String                     | Soutěživá veverka / Nitka                          | 18. listopadu 2018                | 15. a 18. března 2019           |
| SpongeBob a Patrik mají svůj klidný den lovení medůz, ale jsou znepokojeni povahou Sandy./ SpongeBob vytáhne z košile Sépiáka nitku, která nemá konce. |           |                                                 |                                                    |                                   |                                 |

### Dvanáctá řada (2018–2021)
| Č. v seriálu | Č. v řadě | Původní název                                   | Český název                                   | Premiéra v USA                         | Premiéra v ČR                          |
| --- | --------- | ----------------------------------------------- | --------------------------------------------- | -------------------------------------- | -------------------------------------- |
| 242 | 1         | FarmerBob / Gary & Spot                         | Farmář Bob / Gary a Spot                      | 11. listopadu 2018 a 27. července 2019 | 19. a 28. března 2019                  |
| SpongeBob a Patrik pracují na farmě Starého Jenkinse, k jeho zděšení / Sandy vypráví o dobrodružstvích Garyho a jeho tajného kamaráda Spota. |           |                                                 |                                               |                                        |                                        |
| 243 | 2         | The Nitwitting / The Ballad Of Filthy Muck      | Hlupačení / Balada o smradlavém hnusu         | 13. a 20. ledna 2019                   | 21. a 20. března 2019                  |
| Patrik přivádí SpongeBoba do své prestižní společnosti troubů a troubelínů, která má obrovskou šanci / Patrik se vloží do nového extrému, hraje si v tolik odpadu, že se stává nerozpoznatelným                                                                                                   |           |                                                 |                                               |                                        |                                        |
| 244 | 3         | The Krusty Slammer / Pineapple RV               | Křupavé vězení / Výlet ananasem               | 27. ledna 2019 a 17. července 2020     | 9. září 2019 a 1. prosince 2020        |
| Pan Krabs přemění křupavého kraba do vězení poté, co Plankton porušil zákon, ale zločin platí jen tak dlouho / SpongeBob a Patrik přemění ananas na mobilní dům, aby Sépiák vyrazil na cestu, kterou si zaslouží                                                                                  |           |                                                 |                                               |                                        |                                        |
| 245 | 4         | Gary's Got Legs / King Plankton                 | Gary má nohy / Král Plankton                  | 27. července a 22. června 2019         | 10. září 2019                          |
| Gary dostane sadu končetin, aby udržel krok se SpongeBobem, ale brzy způsobí, že jeho majitel bude ve srovnání vypadat pomale / Plankton praktikuje vládu nad světem tím, že se zmenšuje a prohlašuje se za krále SpongeBobova akvária                                                            |           |                                                 |                                               |                                        |                                        |
| 246 | 5         | Plankton's Old Chum / Stormy Weather            | Planktonova stará mňamka / Bouřlivé počasí    | 30. listopadu a 22. června 2019        | 10. února 2020 a 11. září 2019         |
| Tam, kde Plankton zpravidla skrývá svou shnilou mňamku, je příliš plné, a tak přelstí SpongeBoba, že jí skrývá kolem města / SpongeBob se setká s malým bouřkovým mrakem, ale musí ho chránit před bláznivým člověkem                                                                             |           |                                                 |                                               |                                        |                                        |
| 247 | 6         | Swamp Mates / One Trick Sponge                  | Kamarádi v bažině / Kouzelnický trik          | 11. dubna 2020                         | 2. a 3. prosince 2020                  |
| Bubliňák se ocitne s Patrikem v tajemné bažině a hledá ztracenou akční figurku / SpongeBob se učí nový kouzelnický trik, ale nemůže najít publikum, kterému by to ukázal |           |                                                 |                                               |                                        |                                        |
| 248 | 7         | The Krusty Bucket / Squid's on a Bus            | Křupavý Kyblík / Sépiák v autobuse            | 10. srpna a 28. září 2019              | 12. a 13. září 2019                    |
| Plankton vytváří klon sebe a pana Krabse, ale ani jedna restaurace není v bezpečí před nováčkem / Sépiák radostně mění práci s řidičem autobusu pro snadnou jízdu ... dokud SpongeBob a Patrik nevstoupí na palubu                                                                                |           |                                                 |                                               |                                        |                                        |
| 249 | 8         | Sandy's Nutty Nieces / Insecurity Guards        | Sandiny bláznivé neteře / Nebezpečná ostraha  | 29. června 2019                        | 16. a 17. září 2019                    |
| SpongeBob ukáže že je na hlavu, když se dobrovolně hlásí k třem Sandynim neteřím / SpongeBob a Patrik se dobrovolně přihlásí jako strážci v muzeu, zatímco Sépiák se snaží pověsit jeho obraz bez povšimnutí                                                                                      |           |                                                 |                                               |                                        |                                        |
| 250 | 9         | Broken Alarm / Karen's Baby                     | Rozbitý budík / Karen má dítě                 | 6. července a 10. srpna 2019           | 18. a 19. září 2019                    |
| SpongeBob rozbije svůj budík a nic jiného není dost hlasité, aby ho včas probudilo / Karen se rychle dozví, že děti vyrůstají příliš rychle po příchodu nového dítěte do pošty |           |                                                 |                                               |                                        |                                        |
| 251 | 10        | Shell Games / Senior Discount                   | Želví hrátky / Sleva pro důchodce             | 7. března 2020 a 6. července 2019      | 4. prosince 2020 a 20. září 2019       |
| Patrik zjistí, že kámen, ve kterém žije, je vlastně mořská želva, která zaspala / Starouš Jenkins, jako obvykle, zasahuje do práce v Křupavém krabovi, ale pan Krabs nemůže najít způsob, jak ho vyhnat                                                                                           |           |                                                 |                                               |                                        |                                        |
| 252 | 11        | Mind The Gap / Dirty Bubble Returns             | Co ta díra? / Návrat Špíny-bubliňáka          | 14. září a 23. listopadu 2019          | 15. října 2019 a 10. února 2020        |
| Sépiák uzavírá mezeru v SpongeBobových zubech, což způsobuje dramatickou a neočekávanou změnu v jeho chování / Nově zrekonstruovaná „Čistá bublina“ přijme mytí nádobí v Křupavém krabovi, kde je v pokušení                                                                                      |           |                                                 |                                               |                                        |                                        |
| 253 | 12        | Jolly Lodgers / Biddy Sitting                   | Veselí výletníci / Hlídání na dračku          | 7. března a 8. února 2020              | 8. prosince a 29. února 2020           |
| Sépiák sbalí kufry, když se jeho dům něčím zamoří, ale v hotelu na něj čeká jiný druh škůdců / SpongeBob a Patrik se nechají oklamat péčí o bezstarostnou starou dámu, která dělá vše, co může, k útěku                                                                                           |           |                                                 |                                               |                                        |                                        |
| 254-255 | 13-14     | SpongeBob's Big Birthday Blowout                | Spongebobova velká narozeninová oslava        | 12. července 2019                      | 13. července 2019                      |
| SpongeBob a Patrik procházejí souší, zatímco zbytek obyvatel Zátiší Bikin připravuje pro SpongeBoba překvapivou párty |           |                                                 |                                               |                                        |                                        |
| 256 | 15        | SpongeBob in Randomland / SpongeBob's Bad Habit | Spongebob v bláznivém světě / Zlozvyk         | 21. září 2019                          | 14. října 2019                         |
| SpongeBob a Sépiák dovezou zásilku do obávaného města, kde nefungují logické zákony / SpongeBob nemůže přestat kousat své nehty, ale také nedokáže přijít na to proč! |           |                                                 |                                               |                                        |                                        |
| 257 | 16        | Handemonium / Breakin'                          | Rukavicový postrach / Přestávka               | 23. listopadu a 14. září 2019          | 11. února 2020 a 16. října 2019        |
| Obří rukavice z Kamarádského kyblíku běží divoce po městě, ale SpongeBob má šikovného přítele, který mu pomůže / SpongeBob si dá svou první přestávku v práci |           |                                                 |                                               |                                        |                                        |
| 258 | 17        | Boss for a Day / The Goofy Newbie               | Šéfem na jeden den / Nový Zaměstnanec         | 17. července 2020 a 28. září 2019      | 17. října 2019 a 24. prosince 2021     |
| Pan Krabs má nehodu a Spongebob se tak stane šéfem v Křupavém Krabovi / Patrik přijme práci u Blbého Buráka, když zjistí, že zaměstnanci dostanou zmrzlinu zdarma |           |                                                 |                                               |                                        |                                        |
| 259 | 18        | The Ghost of Plankton / My Two Krabses          | Planktonův duch / Dva Krabsové                | 12. října 2019 a 18. ledna 2021        | 19. a 18. října 2019                   |
| Plankton se stává duchem, který ukradne tajný recept, ale to vyžaduje několik lekcí od Létajícího Holanďana / Pan Krabs se připravuje na rande, ale SpongeBob a Patrik mu pomůžou více, než potřebuje                                                                                             |           |                                                 |                                               |                                        |                                        |
| 260 | 19        | Knock Knock, Who's There? / Pat Hearts Squid    | Ťuky, ťuk, kdo je tam / Patrik miluje Sépiáka | 23. dubna 2021 a 9. července 2021      | 8. listopadu 2021                      |
| SpongeBob hlídá dům pana Krabse, když je pryč, a používá extrémní metody, aby zabránil vloupání / Sépiák je nucen zůstat v Patrikově domě, ale jeho dominantní vystupování dopadá na Patrika víc, než chtěl                                                                                       |           |                                                 |                                               |                                        |                                        |
| 261 | 20        | Lighthouse Louie / Hiccup Plague                | Lujzík z majáku / Epidemie škytavky           | 18. ledna 2021 a 22. dubna 2022        | 12. února 2020 a 23. dubna 2022        |
| SpongeBob vyčistí maják školy řízení, kde najde roztomilého, ale nepříjemného společníka / V Zátiší Bikin není nikdo v bezpečí před nakažlivými škytavkami |           |                                                 |                                               |                                        |                                        |
| 262 | 21        | A Cabin in the Kelp / The Hankering             | Chata v lese / Závislost na mňamce            | 12. října a 30. listopadu 2019         | 13. a 14. února 2020                   |
| Kamarádi vezmou Perlu na chatu v lese na víkend plný hloupých žertů / Pan Krabs má tajnou chuť na něco ... překvapivého |           |                                                 |                                               |                                        |                                        |
| 263 | 22        | Who R Zoo? / Kwarantined Krab                   | Hurá máme Zoo! / Krab v karanténě             | 8. února 2020 a 29. dubna 2022         | 29. února 2020 a 14. listopadu 2022    |
| SpongeBob a Patrik si vytvářejí vlastní zoo vyrobené výhradně z bublin / Křupavý krab jde pod nouzovou karanténu, ale nikdo neví, kdo nese záhadnou nemoc ... |           |                                                 |                                               |                                        |                                        |
| 264 | 23        | Plankton's Intern / Patrick's Tantrum           | Planktonův stážista / Patrikovy záchvaty      | 30. dubna 2021 a 25. února 2022        | 10. listopadu 2021 a 17. července 2022 |
| Plankton potřebuje pomoc, aby ukradl tajný recept, takže najme stážistu, který ví o panu Krabsovi víc než kdokoli jiný / Nikdo nechce, aby měl Patrik záchvat vzteku |           |                                                 |                                               |                                        |                                        |
| 265 | 24        | Bubble Bass's Tab / Kooky Cooks                 | Bubliňákův dluh / Šéfkuchaři                  | 9. dubna 2021                          | 11. a 12. listopadu 2021               |
| Bubliňák nezaptlatil svou objednávku jídla v Křupavém Krabovi, takže pan Krabs posílá SpongeBoba a Sépiáka do jeho domu, aby se ho pokusili přimět zaplatit / Paní Rybová si myslí, že pan Krabs nemá dostatek peněz na to, aby si najal SpongeBoba a Sépiáka jako číšníky, ale udělá na ní dojem |           |                                                 |                                               |                                        |                                        |
| 266 | 25        | Escape From Beneath Glove World                 | Útěk z vězení v Rukavicovém světě             | 18. ledna 2020                         | 16. května 2020                        |
| SpongeBob a Patrik jsou posláni do vězení v podzemních tunelech Rukavicového světa! Což vede k odvážnému úniku |           |                                                 |                                               |                                        |                                        |
| 267 | 26        | Krusty Koncessionaires / Dream Hoppers          | Křupaví prodejci hambáčů / Skákavé sny        | 7. listopadu 2020                      | 10 a 11. prosince 2020                 |
| Pan Krabs má tajný plán prodat Krabí hambáče na velmi speciálním koncertním místě, kde vystupuje ještě více speciální kapela / SpongeBob prozkoumává krajiny hudebních snů svých spících sousedů                                                                                                  |           |                                                 |                                               |                                        |                                        |

### SpongeBob ve filmu: Houba na útěku(2020)
| Původní název                          | Český název                        | Režie    | Scénář                                 | Premiéra v USA | Premiéra v ČR     |
| -------------------------------------- | ---------------------------------- | -------- | -------------------------------------- | -------------- | ----------------- |
| The SpongeBob Movie: Sponge on the Run | SpongeBob ve filmu: Houba na útěku | Tim Hill | Jonathan Aibel, Glenn Berger, Tim Hill | 2021           | 5. listopadu 2020 |

### Třináctá řada (2020–2023)
| Č. v seriálu | Č. v řadě | Původní název                                                                   | Český název                                                             | Premiéra v USA                    | Premiéra v ČR                         |
| --- | --------- | ------------------------------------------------------------------------------- | ----------------------------------------------------------------------- | --------------------------------- | ------------------------------------- |
| 268 | 1         | A Place for Pets / Lockdown for Love                                            | Místo jen pro mazlíčky / Uzamčen pro lásku                              | 22. října 2020                    | 18. a 17. listopadu 2021              |
| Zákazníci přivedou mazlíčky do Křupavého Kraba a Pan Krabs zjistí, že mu vydělávají více než normální zákazníci / Plankton zničí své rande s Karen, kvůli ukradení receptu na Hambáče |           |                                                                                 |                                                                         |                                   |                                       |
| 269 | 2         | Under the Small Top / Squidward's Sick Daze                                     | Pod pidikupolí / Sépiákův den maroda                                    | 16. dubna 2021                    | 19. a 22. listopadu 2021              |
| Sépiákovi se zámoří dům zásilkou, ve které jsou blechy, které si objednal SpongeBob / Sépiák předstírá, že je nemocný, ale když ho začne léčit SpongeBob, nemůže to vydržet |           |                                                                                 |                                                                         |                                   |                                       |
| 270 | 3         | Goofy Scoopers / Pat the Dog                                                    | Truploboti / Pes Patrik                                                 | 25. února 2022 a 9. července 2021 | 2. prosince 2021 a 23. listopadu 2021 |
| SpongeBob a Patrik si dají za úkol dát dohromady starou robotickou kapelu / Patrik je zavřený v útulku, ale pustí ho, pokud ho SpongeBob dokáže vychovat |           |                                                                                 |                                                                         |                                   |                                       |
| 271 | 4         | Something Narwhal This Way Comes / C.H.U.M.S                                    | Blíží se rodina Narvalových / Mňamkomonstrum                            | 19. listopadu 2021                | 25. a 24. listopadu 2021              |
| U SpongeBoba v Zátiší Bikin zavítají jeho známí z minulosti, ale přinesou s sebou obrovský problém / Po tom, co Plankton spadne do kanálu, najde svého velkého spojence |           |                                                                                 |                                                                         |                                   |                                       |
| 272 | 5         | SpongeBob's Road to Christmas                                                   | SpongeBobova cesta za Vánoci                                            | 10. prosince 2021                 | 17. prosince 2022                     |
| SpongeBob s Patrikem cestují na severní pól, aby dali dárek Santovi |           |                                                                                 |                                                                         |                                   |                                       |
| 273 | 6         | Potato Puff / There Will Be Grease                                              | Paní Bramborová / Až na tuk                                             | 22. a 29. dubna 2022              | 16. listopadu 2022                    |
| Nová suplují učitelka, dá SpongeBobovi rychlou lekcí řízení / Pan Krabs a Plankton musí spolupracovat poté, co pod jejich restauracemi objeví studnu se zázračným tukem |           |                                                                                 |                                                                         |                                   |                                       |
| 274 | 7         | The Big Bad Bubble Bass / Sea-Man Sponge Haters Club                            | Velký Zlý Bubble Bass / Klub Nesnášíme Spongeboba                       | 6. května 2022                    | 17. a 18. listopadu 2022              |
| Karen vypráví pohádku o padouchovi, který se snaží ukrást akční figurku svým třem sousedům / Sépiák ve svém domě pořádá tajný klub, který je proti SpongeBobovi |           |                                                                                 |                                                                         |                                   |                                       |
| 275 | 8         | Food PBFFT! Truck / Upturn Girls                                                | Food PBFFT! Truck / Holky jménem Chaos                                  | 13. května 2022                   | 17. a 21. listopadu 2022              |
| SpongeBob a Sépiák se snaží prodat Krabí Hambáče z jídelního vozu v nejtemnějších hlubinách oceánu / Perla a Narlene mají ve velkém městě velrybí den |           |                                                                                 |                                                                         |                                   |                                       |
| 276 | 9         | Say Awww! / Patrick the Mailman                                                 | Řekněte ááá! / Pošťák Patrik                                            | 20. května 2022                   | 22. listopadu 2022                    |
| Plankton je frustrovaný tím, že je považován za roztomilého tvora místo zlého. Proto postaví robota, který zničí každého kdo řekne "awww" / Patrick zraní pošťáka, takže on a SpongeBob doručují poštu v celém Zátiší Bikin                                                                                             |           |                                                                                 |                                                                         |                                   |                                       |
| 277 | 10        | Captain Pipsqueak / Plane to Sea                                                | Kapitán Pidižvík / Letadlem k moři                                      | 22. července 2022                 | 23. listopadu 2022                    |
| Plankton se připojuje k Lize zla / SpongeBob a Patrik vezmou Sépiáka letadlem do tropického letoviska |           |                                                                                 |                                                                         |                                   |                                       |
| 278 | 11        | Squidferatu / Slappy Daze                                                       | Sépiferatu / Ohromený Slappy                                            | 14. října 2022                    | 24. ledna 2023 (na Paramount Network) |
| Sépiák se vydává do hradu upíra Nosferata poté, co náhodou obdržel jeho poštu / Nosferatovo oblíbenec Slappy zabíjí nějaký čas kolem Zátiší Bikin |           |                                                                                 |                                                                         |                                   |                                       |
| 279 | 12        | Welcome to Binary Bottom / You're Going to Pay...Phone / A Skin Wrinkle in Time | Vítejte v Binárním Zátiší / Ten telefon tě přijde draho / Vráska v čase | 13. ledna 2023                    | 21. května 2023                       |
| V alternativní realitě je Zátiší Bikin obýváno jen roboty / Pan Krabs nainstaluje do Křupavého Kraba prokletý telefonní automat / Děd Pat cestuje časem, aby se dostal domů |           |                                                                                 |                                                                         |                                   |                                       |
| 280 | 13        | Abandon Twits / Wallhala                                                        | Troubové přes palubu / Valhalla                                         | 20. ledna 2023                    | 16. a 17. října 2023                  |
| Zaměstnanci Křupavého Kraba staví člun pro svého kapitána / SpongeBob objeví šíleného trosečníka žijícího v jeho zdech |           |                                                                                 |                                                                         |                                   |                                       |
| 281 | 14        | The Salty Sponge / Karen for Spot                                               | Slaná houba / Karen hlídá Spota                                         | 27. ledna a 3. února 2023         | 18. a 19. října 2023                  |
| SpongeBob griluje na nejdrsnějším místě ve městě / Karen se stará o Spota, zatímco Plankton odjíždí z města |           |                                                                                 |                                                                         |                                   |                                       |
| 282 | 15        | Arbor Day Disarray / Ain't That the Tooth                                       | Pohroma na den stromů / Něco za zub                                     | 27. června a 28. června 2023      | 20. a 23. října 2023                  |
| Sandy dává svým přátelům speciální slané stromy, ale potřebují více pozornosti, než čekala / SpongeBob a Patrik si pletou zloděje se zoubkovou vílou |           |                                                                                 |                                                                         |                                   |                                       |
| 283 | 16        | Ma and Pa's Big Hurrah / Yellow Pavement                                        | Velké hurá mámy a táty / Žlutá vozovka                                  | 10. a 17. března 2023             | 24. a 25. října 2023                  |
| Když SpongeBobovy rodiče přijdou na návštěvu, jejich žízeň po vzrušení je velkým překvapením / V tomto vzdělávacím řidičském filmu se dozvíte vše, co potřebujete k získání řidičského oprávnění |           |                                                                                 |                                                                         |                                   |                                       |
| 284 | 17        | The Flower Plot / SpongeBob on Parade                                           | Květinový komplot / SpongeBob v průvodu                                 | 24. a 31. března 2023             | 26. a 27. října 2023                  |
| Kamarádský Kyblík je nahrazen květinářstvím s okouzlujícím novým majitelem / Křupavý Krab vystoupí v každoročním Průvodu Zátiší Bikin |           |                                                                                 |                                                                         |                                   |                                       |
| 285 | 18        | Delivery to Monster Island / Ride Patrick Ride                                  | Dovážka na ostrov příšer / Jeď Patriku, jeď                             | 7. dubna a 19. června 2023        | 30. a 31. října 2023                  |
| SpongeBob a Plankton musí spolupracovat, aby přežili na ostrově smrtících příšer / SpongeBob učí Patrika, jak jezdit na kole |           |                                                                                 |                                                                         |                                   |                                       |
| 286 | 19        | Hot Crossed Nuts / Sir Urchin and Snail Fail                                    | Ohnivé ořechy / Sir Ježovka a Troub-šnek                                | 20. června a 21. června 2023      | 1. a 2. listopadu 2023                |
| Sandyina domácí svačina se v Křupavém Krabovi stává velkým hitem / Oblíbená komediální dvojice SpongeBoba a Patrika se v živém televizním vysílání pohádala |           |                                                                                 |                                                                         |                                   |                                       |
| 287 | 20        | Friendiversary / Mandatory Music                                                | Přátelvýročí / Povinná hudba                                            | 22. června a 26. června 2023      | 3. listopadu 2023                     |
| SpongeBob slaví výročí svého přátelství se Sépiákem, ale on ne / Sépiákův nedostatek talentu ho přivede na soudem nařízenou hudební hodinu |           |                                                                                 |                                                                         |                                   |                                       |
| 288 | 21        | Dopey Dick / Plankton and the Beanstalk                                         | Trouby Dick / Plankton A Fazolový Stonek                                | 29. června a 17. července 2023    | 20. listopadu 2023                    |
| Sépiákův předek,Fishmael se připojuje k posádce námořníků, kteří loví velkou bílou medúzu.(Poznámka : tento díl je parafrází na klasické dílo americké literatury Bílá Velryba)/ Plankton najde kouzelnou fazoli, která ho zavede do země obrů (poznámka : tato epizoda je parafrází na pohádku Jack a fazolový stonek) |           |                                                                                 |                                                                         |                                   |                                       |
| 289 | 22        | My Friend Patty / FUN-Believable                                                | Můj kámoš hambáč / Zábavtické                                           | 18. července a 19. července 2023  | 21. listopadu 2023                    |
| SpongeBob se spřátelí s živým Krabím Hambáčem, který má jen jedno přání a to, být snězen. / Rube uvádí epizodu "FUN-Believable! With Rube", kde prozkoumává málo známé zvláštnosti a zajímavosti v okolí Zátiší Bikin.                                                                                                  |           |                                                                                 |                                                                         |                                   |                                       |
| 290 | 23        | Spatula of the Heavens / Gary's Playhouse                                       | Nebeská obracečka / Garyho domeček                                      | 20. července a 7. srpna 2023      | 22. a 23. listopadu 2023              |
| SpongeBob se vydává na extrémní cestu, aby nechal vykovat svou obracečku Olejovým Guru. / SpongeBob postaví venku šnečí dům, kde si Gary může hrát, když je v práci. |           |                                                                                 |                                                                         |                                   |                                       |
| 291 | 24        | Swimming Fools / The Goobfather                                                 | Plavající hlupáci / Burákmotr                                           | 8. a 9. srpna 2023                | 24. a 27. listopadu 2023              |
| SpongeBob na svém dvorku postaví bazén a Sépiák se snaží odolat tomu, aby si šel zaplavat. / Pan Krabs musí počítat s "Goobfatherem" poté, co na krabí menu přidal "Krabí tyčinky". |           |                                                                                 |                                                                         |                                   |                                       |
| 292 | 25        | Squidbird / Allergy Attack!                                                     | Škebloptáci / Útok alergie                                              | 10. srpna 2023 a 30. října 2023   | 28. a 29. listopadu 2023              |
| Sépiákovi na jeho domě zůstane nepořádek poté, co si SpongeBob s Patrikem posílali zprávy pomocí létajících škeblí / SpongeBob poté, co uvařil svůj bžilióntý Krabí Hambáč, si myslí, že na ně má už alergii. |           |                                                                                 |                                                                         |                                   |                                       |
| 293 | 26        | Big Top Flop / Sandy, Help Us!                                                  | Fiasko v šapitó / Sandy, pomoz nám!                                     | 31. října a 1. listopadu 2023     | 30. listopadu a 1. prosince 2023      |
| Když do Zátiší Bikin přijede cirkus a ukradne zákazníky z Křupavého Kraba, tak se Pan Krabs rozhodne cirkus sabotovat / Sandy tráví celý den řešením problémů ostatních, přitom má doma sama svůj problém. |           |                                                                                 |                                                                         |                                   |                                       |

### Čtrnáctá řada (2023 – 2024)
| Č. v seriálu | Č. v řadě | Původní název                                      | Český název                                  | Premiéra v USA                            | Premiéra v ČR                |
| --- | --------- | -------------------------------------------------- | -------------------------------------------- | ----------------------------------------- | ---------------------------- |
| 294 | 1         | Single-Celled Defense / Buff for Puff              | Jednobuněčná obrana / Krabí svaly            | 2. a 20. listopadu 2023                   | 29. a 30. dubna 2024         |
| Plankton je už naštvaný z toho, že na něj někdo šlape, a proto ho Sandy učí sebeobranu. / Pan Krabs začne posilovat poté, co ho Larry ukáže na pláži bez ulity.                                                       |           |                                                    |                                              |                                           |                              |
| 295 | 2         | We ♥ Hoops / SpongeChovy                           | Milujeme Hoopse / Spongečovička              | 21. a 22. listopadu 2023                  | 1. a 2. května 2024          |
| SpongeBob a Patrick zjistí, že jejich oblíbený "Kelpbed Kid" je známá tvář. / Je to invaze "faux-čoviček" , když všichni v Zátiší Bikin najednou začnou dělat Meep jako ančovičky!                                    |           |                                                    |                                              |                                           |                              |
| 296 | 3         | BassWard / Squidiot Box                            | Bassépiák / Krabice pro hlupáky Sépiáky      | 23. listopadu 2023 a 12. února 2024       | 22. a 23. července 2024      |
| Sépiák a Bubliňák jsou nuceni tolerovat vzájemnou společnost na výletě do města Jetsam. / Sépiák se vydá na výlet do krabice fantazie a musí se spolehnout na SpongeBobovu a Patrikovu kreativitu, aby mohl uniknout. |           |                                                    |                                              |                                           |                              |
| 297 | 4         | Blood is Thicker Than Grease / Don't Make Me Laugh | Krev je hustší než omastek / Nerozesmívej mě | 21. února (na Nicktoons) a 12. února 2024 | 24. a 25. července 2024      |
| Planktonova rodina si otevírá vlastní restauraci... přímo vedle Kamarádského Kyblíku. / SpongeBobovi najednou přijde všechno legrační, což všem hodně vadí.                                                           |           |                                                    |                                              |                                           |                              |
| 298 | 5         | Momageddon / Pet the Rock                          | Mámageddon / Kamenný mazlíček                | 14. února 2024                            | 6. a 7. května 2024          |
| Posádka u Křupavého Kraba zleniví, když jejich mámy převezmou Křupavého Kraba. / Patrikův nový mazlíček kámen upoutá pozornost zlomyslného sběratele kamenů.                                                          |           |                                                    |                                              |                                           |                              |
| 299 | 6         | Tango Tangle / Necro-Nom-Nom-Nom-I-con             | Tango souboj / Necro-Mňam-Mňam-Mňam-I-con    | 20. a 26. února 2024                      | 9. a 8. května 2024          |
| Plankton a Karen chodí na lekce tance a rychle se stanou špičkou ve třídě. / SpongeBob, vybavený kouzelnou knihou kouzel, uvaří chaos v kuchyni Křupavého Kraba.                                                      |           |                                                    |                                              |                                           |                              |
| 300 | 7         | PL-1413 / In the Mood to Feud                      | PL-1413 / Což takhle dát si spor             | 15. a 16. července 2024                   | 29. a 30. července 2024      |
| Plankton cestuje dva tisíce let do budoucnosti a najde pár neznámých tváří. / SpongeBob, Patrik a Sandy se ocitnou uprostřed dlouhotrvajícího sporu mezi Narvaly a Planktony.                                         |           |                                                    |                                              |                                           |                              |
| 301 | 8         | Mooned! / Hysterical History                       | Měsíční půlky / Hysterická historie          | 17. a 18. července 2024                   | 31. července a 1. srpna 2024 |
| SpongeBob chce chytit ultravzácnou medúzu a požádá o pomoc bývalého šampiona v chytání medúz, Kevina. / Na výletě do muzea SpongeBob a Patrik naučí Sandy vše o fascinující, ale sporné historii Zátiší Bikin.        |           |                                                    |                                              |                                           |                              |
| 302-303 | 9- 10     | Kreepaway Kamp                                     | Bubákův tábor                                | 10. října 2024                            | 10. října 2024               |
| Během setkání v Korálovém táboře jsou SpongeBob a ostatní pronásledováni tajemnou postavou číhající ve stínu, zatímco táborníci začínají jeden po druhém mizet!                                                       |           |                                                    |                                              |                                           |                              |
| 304 | 11        | Snow Yellow and the Seven Jellies                  | Sněhůrek a sedm medúz                        | 11. listopadu 2024                        | 16. listopadu 2024           |
| Když je žlutá Sněhurka považována za „nejčtvercovější ze všech“, zlá královna Karen se snaží získat titul pro sebe všemi nezbytnými prostředky.                                                                       |           |                                                    |                                              |                                           |                              |
| 305 | 12        | Dirty Bubble Bass / Sheldon SquarePants            | bude oznámeno                                | 22. a 23. července 2024                   | 18. a 19. listopadu 2024     |
| Bubliňák a Špínobubla se spojí a stanou se tím nejohavnějším nešvarem Zátiší Bikin. / Plankton se připojuje k rodině SquarePantsových v naději, že se sblíží se SpongeBobem (a tajným receptem).                      |           |                                                    |                                              |                                           |                              |
| 306 | 13        | Sandy's Country Christmas                          | bude oznámeno                                | 2. prosince 2024                          | 2. prosince 2024             |
| Když se jeden z Sandyiných experimentů nepovede, rodina Veverkových se spojí, aby zachránila Vánoce v Zátiší Bikin.                                                                                                   |           |                                                    |                                              |                                           |                              |

### Patnáctá řada (2024 -)
| Č. v seriálu | Č. v řadě | Původní název                                       | Český název   | Premiéra v USA          | Premiéra v ČR            |
| --- | --------- | --------------------------------------------------- | ------------- | ----------------------- | ------------------------ |
| 307 | 1         | Sammy Suckerfish / Big League Bob                   | bude oznámeno | 24. a 25. července 2024 | 20. a 21. listopadu 2024 |
| Když je Křupavý Krab špinavý, kouzelná ryba naučí SpongeBoba, jak udržet povrchy, aby vypadaly elegantně a hezky rozděleně. / SpongeBob nabírá na vaření ve velké lize, ale nejprve musí prokázat svou hodnotu v testovací kuchyni.                                          |           |                                                     |               |                         |                          |
| 308 | 2         | UpWard / Unidentified Fialling Octopus              | bude oznámeno | 3. a 5. prosince 2024   | 25. a 26. listopadu 2024 |
| Lady Povýšená představí Sépiáka a jeho hudební „talenty“ svým přátelům z vyšší společnosti poté, co se stane jeho patronkou. / Sépiák se vydává dokázat, že mimozemšťané nejsou skuteční... dokud nezažije vlastní blízké setkání.                                           |           |                                                     |               |                         |                          |
| 309 | 3         | Bad Luck Bob / The Sandman Cometh                   | bude oznámeno | 9. a 11. prosince 2024  | 27. a 28. listopadu 2024 |
| SpongeBob zažije smůlu, když jeho spona na kravatu náhle zmizí. / Když Patrik nemůže usnout, hledá pomoc u Sandmana. |           |                                                     |               |                         |                          |
| 310 | 4         | Biscuit Ballyhoo / Student Driver Survivor          | bude oznámeno | 13. a 17. prosince 2024 | 27. a 28. ledna 2025     |
| Sandy a Vědátorky prodávají sušenky na financování cesty na Mars. Když se do akce pustí pan Krabs a jeho Křupaví Skauti, změní se to v totální soutěž. / Když konkurent vyhrožuje uzavřením autoškoly paní Rybové, musí se spolehnout na SpongeBoba, že zůstane v podnikání. |           |                                                     |               |                         |                          |
| 311 | 5         | Wiener Takes All / Stuck in an Elevator             | bude oznámeno | 19. a 24. prosince 2024 | 29. a 30. ledna 2025     |
| Sépiák, unavený z práce v Křupavém Krabovi, přijme novou práci jako manažer Weenie Hut Jr's. / Když Sépiák uvízne ve výtahu se SpongeBobem a Patrikem, pokusí se utéct včas, aby vrátil knihu do knihovny.                                                                   |           |                                                     |               |                         |                          |
| 312 | 6         | Squidness Protection / Dome Alone                   | bude oznámeno | 14. února 2025          | 3. a 4. února 2025       |
| Sépiákův úžasný nový život v ochraně svědků je ohrožen poté, co SpongeBob a Patrik zjistí místo jeho pobytu. / Zatímco uvízla ve své kopuli, Sandy má podezření, že Plankton nemá nic dobrého, a naverbuje Patrika, aby to prošetřil.                                        |           |                                                     |               |                         |                          |
| 313 | 7         | Wary Gary / Pinned                                  | bude oznámeno | 21. února 2025          | 5. a 6. února 2025       |
| SpongeBob jde do extrémních délek, aby přiměl Garyho, aby šel k veterináři. / SpongeBob začne být zoufalý, když se náhodou připíchne pod své cvičební zařízení a musí čekat, až dorazí pomoc.                                                                                |           |                                                     |               |                         |                          |
| 314 | 8         | Jeffy T's Prankwell Emporium / A Taste of Plankton  | bude oznámeno | 28. února 2025          | bude oznámeno            |
| Sépiákův vtipálek táta navštěvuje a přináší s sebou nejrůznější gagy (k Sépiákově mrzutosti). / Plankton se snaží zjistit tajný recept tím, že se připojí k SpongeBobovu jazyku.                                                                                             |           |                                                     |               |                         |                          |
| 315 | 9         | Smartificial Intelligence / Firehouse Bob           | bude oznámeno | bude oznámeno           | bude oznámeno            |
| Okoun Perkins bojuje o svou práci poté, co byl vyhozen a nahrazen robotickým moderátorem. / SpongeBob, Patrik a Sépiák se stanou dobrovolnými hasiči. |           |                                                     |               |                         |                          |
| 316 | 10        | Pablum Plankton / MuseBob ModelPants                | bude oznámeno | bude oznámeno           | bude oznámeno            |
| Plankton vyhraje soutěž „nejroztomilejší miminko“ a stane se tváří značky dětské výživy. / Když Sépiákův jednorázový portrét SpongeBoba vezme svět umění útokem, nezbývá mu nic jiného, než vyrobit další.                                                                   |           |                                                     |               |                         |                          |
| 317 | 11        | Delivery of DOOM! / Who's afraid of Mr.Snippers?    | bude oznámeno | bude oznámeno           | bude oznámeno            |
| SpongeBob je požádán Z.L.E.M. doručit do jejich tajného doupěte jídlo za 10 minut nebo méně. / Sépiák a Plankton se spojí, aby vytvořili svou vlastní divadelní hru... a SpongeBob je obsazen do role padoucha!                                                              |           |                                                     |               |                         |                          |
| 318 | 12        | My Father, the Boat / A Fish Called Sandy           | bude oznámeno | bude oznámeno           | bude oznámeno            |
| Když pan Krabs uvízne uvnitř Perliny nové lodi, musí předstírat, že je jejím motorem, aby nebyl chycen. / Sandy se rozhodne, že si konečně dá žábry, aby mohla skutečně zažít Zátiší Bikin, ty ale mají zvláštní vedlejší efekt.                                             |           |                                                     |               |                         |                          |
| 319 | 13        | Captain Quasar: The Next Generation / Port of Brawl | bude oznámeno | bude oznámeno           | bude oznámeno            |
| SpongeBob a Squidina se snaží založit svůj vlastní fanklub kapitána Quasara poté, co je vyhodili z domu Bubliňáka. / Pan Krabs a Plankton se musí naučit vycházet poté, co ztroskotají na ostrově.                                                                           |           |                                                     |               |                         |                          |